# Bahía Blanca
Bahía Blanca es una ciudad argentina ubicada en el sudoeste de la provincia de Buenos Aires. Es la novena ciudad más poblada del país. Dista 627 km de La Plata (capital provincial) y 636 km de la Ciudad Autónoma de Buenos Aires, situándose en la región pampeana, a poca distancia del límite con la región patagónica. Fue fundada el 11 de abril de 1828 con el nombre de «Fortaleza Protectora Argentina» por el coronel Ramón Bernabé Estomba.
La ciudad se ha consolidado como uno de los más importantes centros comerciales, culturales, educativos y deportivos del interior del país. Además, cuenta con importantes museos y bibliotecas y su infraestructura turística incluye circuitos arquitectónicos, paseos y parques. Constituye un nudo energético, de transportes y comunicaciones entre los flujos económicos del suroeste de la provincia de Buenos Aires y del yacimiento de Vaca Muerta, siendo el puerto natural de salida de la producción de este yacimiento de petróleo y gas no convencional. Además, gracias a su infraestructura terrestre, marítima y las cercanías al puerto comercial de aguas profundas ubicado en la vecina localidad de Ingeniero White, establece relaciones a nivel regional, nacional e internacional.
Dado el crecimiento poblacional de la localidad, actualmente forma una unidad continua con otras localidades del partido de Bahía Blanca, formando lo que se conoce como Gran Bahía Blanca. Según datos del censo nacional de 2022, el aglomerado cuenta con 335.180 habitantes.

## Toponimia
Antes de que el propio enclave militar existiera, en el mapa del jesuita Tomas Falkner de 1774 el espacio situado entre el actual río Sauce y las Sierras de la Ventana fue descripto como "Huecufu Mapu. Sand desert". Los primeros términos, en mapudungún, fueron traducidos como "país del diablo", y la aclaración en inglés lo define como "desierto de arena".

La denominación de la localidad refiere a la profunda y angosta entrada de mar en el continente y a las eflorescencias salinas blancas que cubren las zonas bajas en regiones costeras cercanas a la localidad. La primera mención de la Bahía Blanca está contenida en un mapa de 1804 y comparte la designación con el de Bahía de Buenos Cables.[cita requerida]

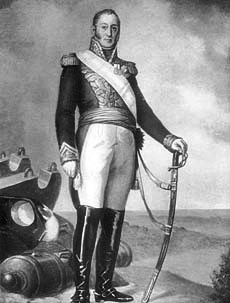
Supuesto retrato del Coronel Ramón Bernabé Estomba, fundador de la ciudad de Bahía Blanca en 1828.

Aunque se siguió denominando al lugar con el nombre referido, se hicieron, a través del tiempo, numerosos intentos por cambiarlo. Un primer intento fue concebido por el entonces ministro Juan Manuel Balcarce y dispone que la población debe llamarse «Nueva Buenos Aires»; sin embargo en ningún documento se ha hallado tal nombre en referencia al lugar. Un segundo intento se llevó a cabo en 1821, al cumplirse el primer aniversario de la muerte del prócer Manuel Belgrano, y como parte de los actos conmemorativos una comisión de vecinos elevó una nota solicitando que la primera ciudad que se fundara en los campos del sur, llevase el nombre de «Ciudad General Manuel Belgrano»[cita requerida].
A pesar de los decretos y disposiciones oficiales, el nombre que prevaleció fue el definitivo de Bahía Blanca, impuesto y mantenido por los pobladores, y así es como desde entonces se conoce a la ciudad.

## Historia

### Establecimiento y fundación
Hacia fines del siglo XVIII los mapas no ofrecían muchos detalles de la costa sur de la actual provincia de Buenos Aires. El gobierno español, en 1805, mandó a reconocerla oficialmente. A lo largo de la década que comienza en 1810, aparecen algunos croquis que esbozan las líneas generales de una bahía que a causa del tono blanquecino de sus barrancas y del color de su costa fue conocida como la Bahía Blanca.
Tras producirse la Revolución de Mayo en 1810 y en el marco de los sucesos posteriores, distintas parcialidades indígenas se aliaron con los bandos patriotas o realistas y se movilizaron para combatir. En este contexto, el cacique arribano[cita requerida] Venancio Coñoepán se ubicó por la zona de la actual Bahía Blanca a principios de la década de 1820. Al mismo tiempo, algunos ciudadanos criollos comenzaron a adentrarse en el sur de la actual provincia de Buenos Aires con fines comerciales. En 1823 se funda la ciudad de Tandil, ubicada a 315 km al nordeste de Bahía Blanca.
El primer proyecto de fundación de una localidad en la zona data de diciembre de 1823, cuando el gobierno destacó a José Valentín García para que fuera a la bahía blanca a los efectos de estudiar, con el personal necesario para tales tareas, el lugar más estratégico de la bahía para establecer un puerto.
El segundo proyecto fue en el año 1824 siendo gobernador de Buenos Aires el general Martín Rodríguez y ministros de Gobierno y de Hacienda Bernardino Rivadavia y Manuel José García, respectivamente. El día 16 de febrero de 1824 se publicó un valioso informe en el "Registro Estadístico de la Provincia de Buenos Aires". Los datos expuestos ahondaron en la convicción de la factibilidad de una empresa definitiva. Ese mismo año Rodríguez encabezó una campaña militar contra los pueblos indígenas llegando hasta la bahía Blanca. Iba con él Vicente Casares, principal promotor de un plan colonizador. El 26 de febrero de 1824, Casares fue contratado para realizar la fundación, estableciéndose entonces que le serían facilitadas armas, herramientas, materiales de construcción, 20 000 pesos y 100 hombres para que la fundación se llevara a efecto. Sin embargo, el gobernador consideró impracticable el proyecto y poco después rescindió el contrato.

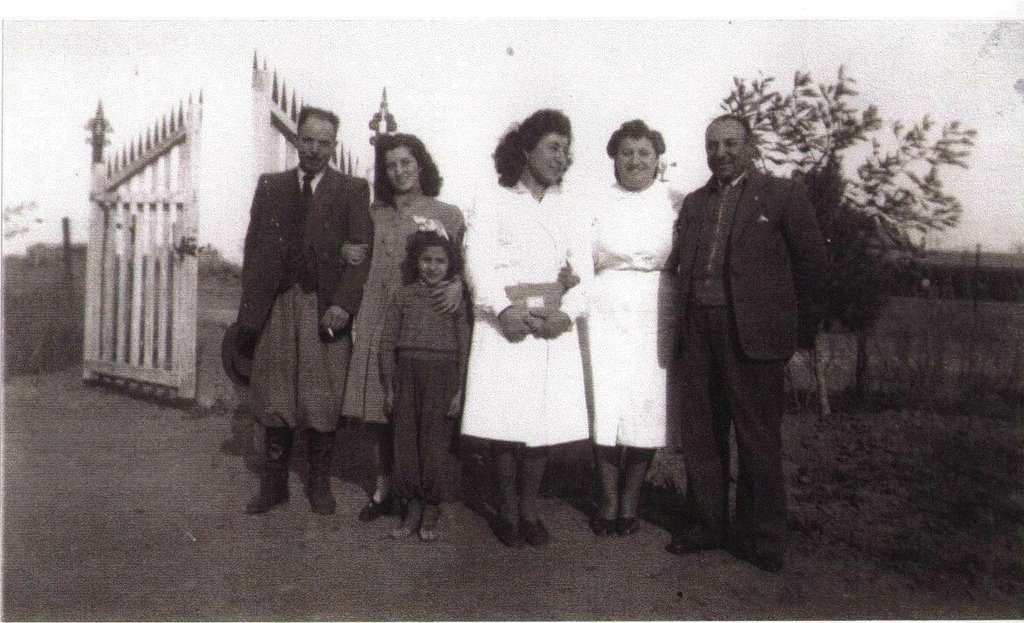
Inmigrantes franceses, aproximadamente en 1940.

El proyecto fundacional se vio impulsado una vez más por el presidente Bernardino Rivadavia durante la Guerra del Brasil cuando la flota brasileña intentó ocupar Carmen de Patagones en marzo de 1827. Finalmente, la ciudad fue fundada como «Fortaleza Protectora Argentina» por el coronel Ramón Bernabé Estomba el 11 de abril de 1828, como un fuerte de avanzada sobre los territorios habitados por los pueblos originarios y con el objetivo de defender la costa de la flota de Brasil.

### Primeros años
La ubicación del fuerte fue elegida por el ingeniero Narciso Parchappe, considerando el lugar más propicio, entre otras características, por su cercanía a un puerto. El fuerte ocupaba, con sus edificios complementarios, las cuatro manzanas comprendidas en la actualidad entre las calles Estomba-Chiclana, O'Higgins, Brown-Vieytes y Moreno. El mismo presentaba una forma cuadrangular y contaba con cuatro bastiones orientados hacia los cuatro puntos cardinales.
Los muros medían cuatro metros de altura y otros cuatro de espesor. Cada baluarte tenía sesenta y cinco metros de longitud, formando un ángulo de unos sesenta grados. Por su parte externa estaban rodeados de un foso de cinco metros de ancho y tenían aproximadamente la misma profundidad. Solo había una entrada al noroeste que consistía en un portón de madera que daba frente a un puente levadizo que permitía salvar el foso.
Los cañones estaban emplazados sobre el terraplén del fuerte. Los edificios se hallaban dispuestos de tal manera que dejaban un patio central.
El cuerpo de guardia estaba a la izquierda de la entrada y la Comandancia a la derecha. El bastión sur había sido destinado al polvorín. Para la caballada se había formado un corral con empalizada hacia el lado Sureste.
Los primeros años del fuerte significaron una dura etapa para la consolidación de esta incipiente población. Durante sus primeros cincuenta años de vida, la supervivencia del enclave dependió del comercio interétnico.Sin embargo, las relaciones entre criollos e indígenas tuvieron momentos de paz y de conflicto, ejemplo de lo cual son las incursiones conocidas popularmente como malones. El primer malón al fuerte ocurrió el 30 de enero de 1829, a escasos meses de la fundación del asentamiento. Los pueblos originarios habitaban semipermanentemente en las sierras del sistema de Ventania, ubicadas a menos de 100 km del Fuerte. Otro de los malones muy recordados es el del 19 de mayo de 1859. Este hecho involucró la quema de los cuerpos de aproximadamente 150 indígenas a las puertas del fuerte, ordenada por el Comandante Orquera aunque condenada por quienes presenciaron la escena.Este no fue ni "el último malón", como se lo suele denominar, ni el más significativo en cuanto a bienes sustraídos al enclave, sin embargo, este evento fue objeto de una construcción historiográfica posterior que pretendió mostrar la defensa de la ciudad como una "gesta heroica".
La Legión Agrícola Militar llegada en febrero de 1856 funda la Colonia Nueva Roma a 40 km al oeste de la fortaleza. Esta colonia fue el primer emplazamiento de un grupo de inmigrantes con sus familias bajo la tutela de la fortaleza, el cual contribuyó a la consolidación del futuro poblado desafiando a los malones y el virtual aislamiento de los principales centros provinciales. Sin embargo la colonia fue abandonada poco tiempo después.

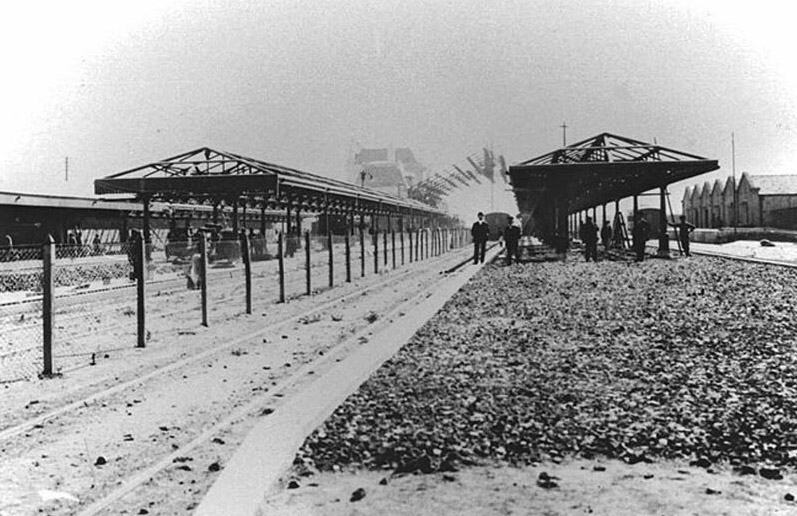
Ampliación de la estación Bahía Blanca Sud en 1910.

### Consolidación
Tras la derrota definitiva de los indígenas tras la campaña militar denominada Conquista del Desierto, ocurrida entre 1879 y 1884, se consolidó la presencia europea en la región al recibir gran cantidad de inmigrantes de diversas partes de Europa. La población se fue asentando en torno a la fortaleza.
En los grupos de nacionalidades que se establecieron en primera instancia predominaron los italianos, que en algún momento llegaron incluso a superar la cantidad de hombres argentinos en el partido de Bahía Blanca. En segundo término se encuentran los españoles, y luego otras nacionalidades entre las que se destacan los británicos, irlandeses y franceses. El 22 de octubre de 1895, gracias al crecimiento demográfico y al poblamiento masivo de inmigrantes de la época, Bahía Blanca fue declarada ciudad.
Los italianos conformaron rápidamente grupos de presencia social y económica muy visible: crearon sociedades que los nucleaban y que a la vez los relacionaban con el medio. Lo mismo sucedió con los españoles, que, además por una cuestión de idioma común, lógicamente se integraron muy fácilmente. Los británicos también se adaptaron con mucha facilidad; en la mayoría de los casos representaban las inversiones británicas en el país. Todas esas inversiones en lo que eran servicios, y principalmente el desarrollo ferroviario, se vieron amplificadas por las inversiones en tierras y en casas consignatarias. Había una presencia inglesa muy importante, la cual significaba la inversión de un capital muy grande en la Argentina y particularmente en Bahía Blanca, lo que rodeaba de gran prestigio a todo lo que fuera británico.
También las migraciones internas se activan por lo que llegan en 1881 a la ciudad personas provenientes de Córdoba y Santiago del Estero; ello estaría apoyado por la organización de Ingeniero White como puerto comercial y por las mensajerías que llegaban hasta Azul y se combinaban allí con otras.
El censo provincial de comienzos de la década de 1880 mostraba una población de 2213 habitantes argentinos y 988 extranjeros, sumando los habitantes de zonas rurales y urbanas.
La llegada del Ferrocarril Sud en 1884 y Ferrocarril Rosario a Puerto Belgrano en 1922 inicia el progreso de la ciudad al establecer la comunicación terrestre con Buenos Aires, Rosario y el resto del interior del país y lograr una salida al mar al habilitar un muelle en Ingeniero White, para una importante región dedicada a la agricultura y la ganadería. En 1886 se elige al primer Intendente, don Teófilo Bordeu.

### SigloXX
A fines del siglo XIX, dado el acelerado desarrollo económico y demográfico de esta ciudad, y también por su gran distancia respecto a la capital de la provincia de Buenos Aires, surgió la idea de crear una nueva provincia, de la cual Bahía Blanca sería la capital, aunque no prosperó.
El comercio de cueros y lanas también continuo en aumento, llegando a abrirse en 1897 el Mercado de Frutos Victoria, obra encadenada con los servicios ferroviarios y portuarios y que contribuyó al reordenamiento urbano.
Las casas de comercio se multiplican, en su número y en la variedad de rubros. Aparecen casas mayoristas para el abastecimiento del sur de la provincia y para los territorios patagónicos. Cierran el saladero, las graserías y varios establecimientos dedicados a las manufacturas alimenticias.
La ciudad va ampliando su trama y se van viendo nuevas tendencias de ocupación. Por un lado, el tendido de las vías del Ferrocarril del Sud y la presencia de su estación de pasajeros agilizará el crecimiento hacia el sureste y hará que el centro comercial se desplace por la calle San Martín.
Hacia 1909, la construcción en la ciudad y en las primeras villas aledañas, comienza a tener un ritmo febril. Se inaugura el Palacio Municipal y se erige una nueva estación en el Ferrocarril del Sud. El Club Argentino y La Previsora se completan para los festejos del centenario de 1910.
En 1930 llegan las emisiones radiales estables y dos años después se inaugura la Usina Eléctrica de Ingeniero White dejando de lado a la antigua de Loma Paraguaya. También en Ingeniero White los primeros elevadores de granos cambiarían el aspecto del puerto así como sus posibilidades funcionales.
El cambio social, político y económico de los años 1940 traerá consigo la búsqueda de la casa propia estilo chalé que se concretará por diversos lugares de la ciudad y en diversas escalas.
La vida cultural también fue evolucionando y se produce la inauguración del Instituto Tecnológico del Sud y poco después la Universidad Nacional del Sur, en 1956, entidad que representa una organización renovadora, con la inclusión de carreras no tradicionales y adecuadas a la región. Con esto se dio un vuelco en la composición social de la ciudad y a un cambio demográfico, porque se logra el afincamiento de profesores lugareños, así como el regreso de los que en su momento habían emigrado. Arribaron profesionales y estudiantes de otros sitios y el número de jóvenes que partían para prepararse en otras universidades disminuyó considerablemente.
Durante la década de 1980 ocurrieron dos sucesos que cambiaron la configuración económica de la localidad, hasta entonces principalmente orientada a la agricultura. Bahía comienza a adquirir un perfil industrial principalmente en lo que respecta a la industria química y petroquímica, al construirse la planta Petroquímica Bahía Blanca en 1981 y la construcción del Gasoducto Neuba 2 y de la Central Termoeléctrica Luis Piedrabuena en 1989.

### SigloXXI
En marzo de 2025, la ciudad sufrió de precipitaciones e inundaciones extremas, con un total inicial de 16 muertes confirmadas y hasta 100 desaparecidos.

## Arquitectura

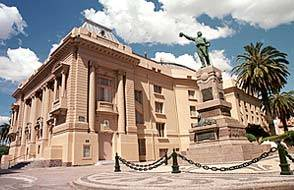
De estilo neoclásico, el Teatro Municipal fue inaugurado en 1913.

En torno a la Plaza Rivadavia, centro de recreación más antiguo de la ciudad, se desarrolla la principal actividad comercial, bancaria, institucional y hotelera, conformando el microcentro bahiense, destacándose edificaciones de comienzos del siglo XX como la catedral, de estilo neoclásico, asiento de la archidiócesis de Bahía Blanca y otras múltiples edificaciones que forman el casco histórico bahiense.
Una de las avenidas más concurridas de la localidad es la Avenida Leandro N. Alem que comienza en el Teatro Municipal, continúa por el ingreso al mayor parque de la ciudad, el parque de Mayo, y desemboca en la avenida de circunvalación.

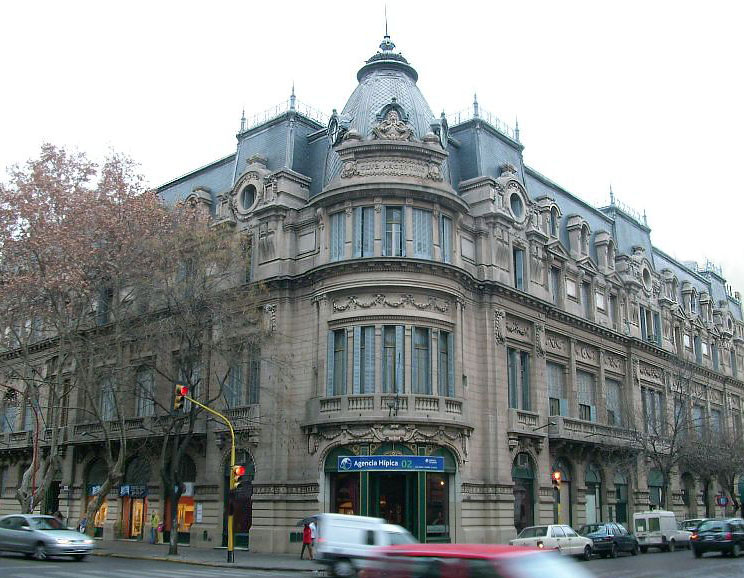
Club Argentino.

La población se distribuye en forma compacta alrededor del radio céntrico en unos cien barrios, algunos de los cuales poseen marcadas características, sus propios núcleos comerciales, culturales y sociales. La ciudad de Bahía Blanca se encuentra atravesada por el Arroyo Napostá, cuyo recorrido hacia la desembocadura ha sido entubado en gran parte del trayecto urbano. La franja periférica rodea al centro, sin un límite preciso se extiende hasta las vías del ferrocarril, el Arroyo Napostá y el Canal Maldonado. Este sector junto con el centro ocupan la zona más importante de la planicie. Las construcciones predominantes son las de barrios planificados en bloques o torres de viviendas multifamiliares.
El área de puertos y parque industrial: se halla al sur sobre la costa baja y anegadiza de la bahía, es un espacio separado del sector urbano por una franja de tierras sin ocupar, con instalaciones aisladas y cruce de rutas. Sobre la línea costera se halla la Central Termoeléctrica, el complejo portuario y el polo petroquímico en el parque Industrial.
En los últimos años el crecimiento urbano de la ciudad ha hecho que se poblaran zonas nuevas en donde se desarrolla también una importante actividad comercial como la Avenida Cabrera, en donde se encuentran situados entre otros comercios el centro comercial Bahía Blanca Plaza Shopping, el centro comercial Paseo del Sol e importantes concesionarias de automotores del país.

## Espacios verdes
Hay 113 espacios verdes en la ciudad en total, entre los que pueden destacarse el parque de Mayo, el parque Independencia (donde se encuentra el jardín botánico), el paseo de las Esculturas, el paseo de la Mujer y la Plaza Rivadavia, la más importante y antigua de la ciudad. Dentro de la estructura de la ciudad son factores determinantes por su aporte a la calidad de vida urbana, la localización, tratamiento y dimensiones de las áreas que conforman la denominada estructura verde.

### Parque de Mayo
El parque de Mayo es uno de los espacios verdes y recreativos más importantes de la ciudad. Tiene una superficie de más de 60 hectáreas forestadas y cuenta con pista de salud, cancha de fútbol, cancha de softball, un anfiteatro, pista de bicicrós, bicisendas, juegos infantiles y un lago artificial con peces y patos por el que se puede pasear en hidropedales biplaza. En su traza predominan las líneas curvas y zigzagueantes que invitan a transitarlo y a adentrarse en su paisaje de eucaliptus habitados por loros barranqueros.

### Arroyo Napostá

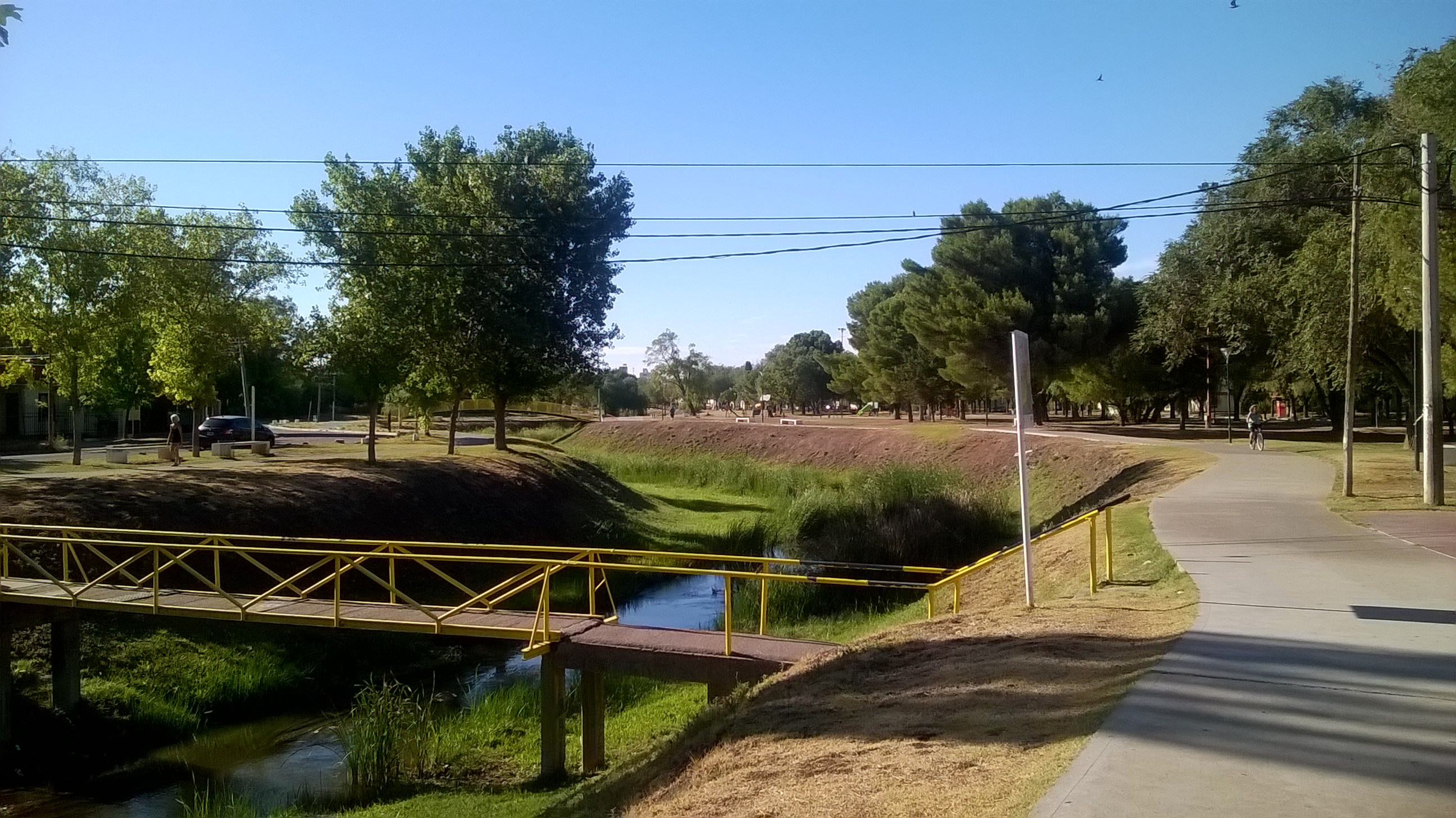
Paseo contiguo al arroyo Napostá

Una de las áreas recreativas de la ciudad las constituye las orillas recientemente parquizadas del arroyo Napostá Grande, el cual nace en las sierras de la Ventana. Sobre el sector se ha construido una ciclovía para organizar la circulación. El paseo incluye una porción que bordea el parque de Mayo hasta alcanzar el entubado del arroyo en la calle Casanova. El arroyo fue entubado por aproximadamente un kilómetro para evitar que los vecinos depositen allí sus residuos, desperdiciándose así un curso de agua en el medio de la localidad. Sobre los primeros 300 metros del entubado se encuentra el paseo de las Esculturas, ornamentado con obras realizadas con el reciclado de chatarra del ferrocarril, llevadas a cabo durante el 1.º Simposio Nacional de Escultura Monumental realizado en la ciudad.

### Plaza Rivadavia

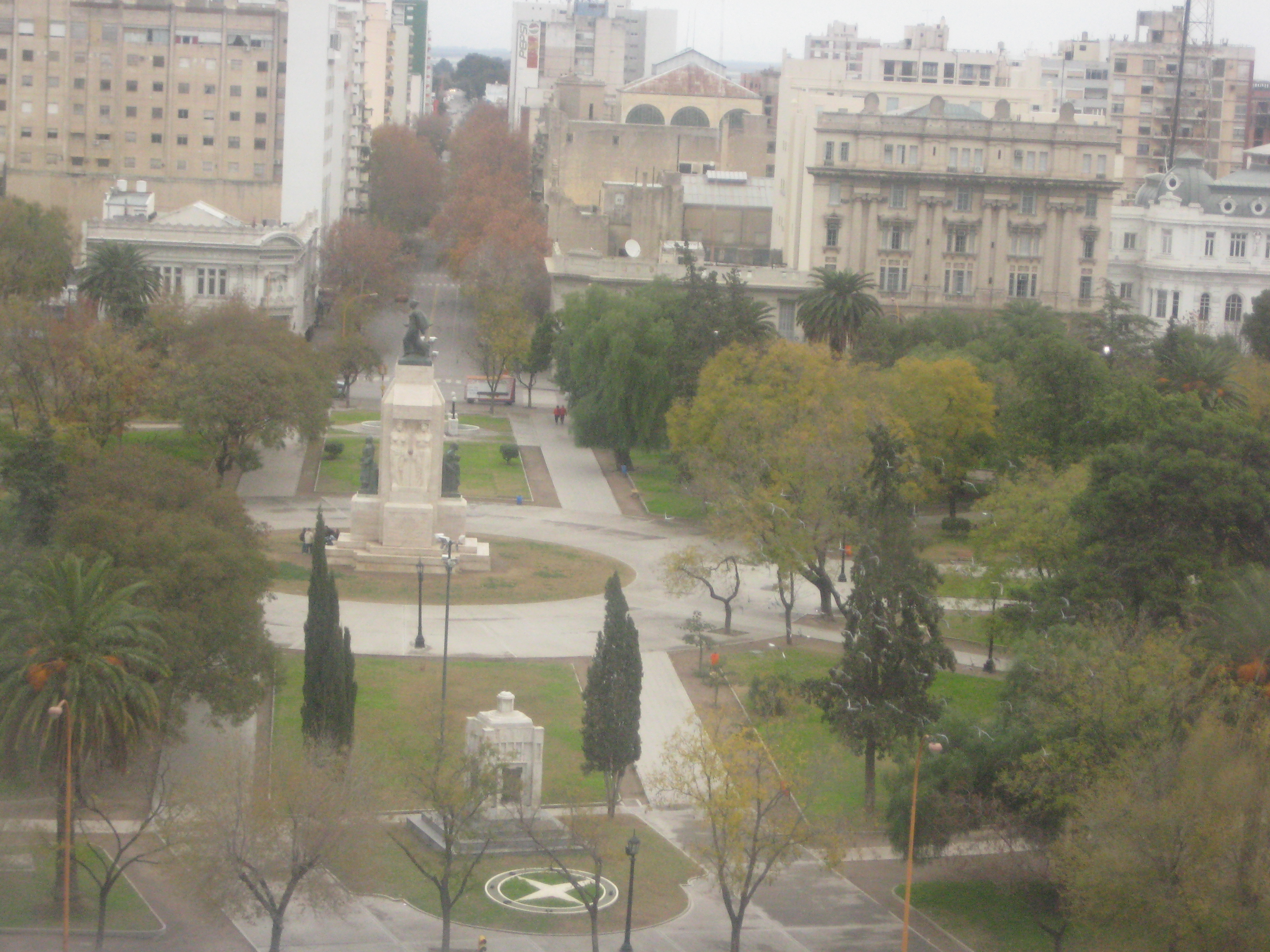
Plaza Rivadavia

La actual plaza está ubicada frente al terreno donde se emplazó la Fortaleza Protectora Argentina, fuerte que diera origen a la localidad. Este espacio adquirió diferentes connotaciones a lo largo del tiempo: lugar baldío, corral de animales, paseo cercado por puertas de hierro y finalmente funciona como plaza pública desde 1902. Desde 1880, cuando aún era un paseo cerrado que presenta el nombre de «Plaza Rivadavia», en honor al primer presidente argentino, Bernardino Rivadavia. Presenta un diseño de corte francés con simetría bilateral; es decir que dispone de un monumento central con sus diagonales materializadas. En la misma distancia se ubican los monumentos donados por entidades extranjeras en direcciones opuestas.
En el marco de la marcha de la resistencia propuesta y convocada por la Asociación Madres de Plaza de Mayo, APDH, HIJOS, Red x la Identidad|La Red x la Identidad y la Mesa x el Juicio y Castigo]], el 27 de agosto de 2016 se pintaron por primera vez en Bahía Blanca los pañuelos de las Madres en la Plaza Rivadavia, como un icono y símbolo de la lucha de Madres en todo el País. Luego se realizó simbólicamente la ronda de las Madres en el centro de la Plaza. Los pañuelos ya han quedado como marca estable en la Plaza y se repintan cada año.

### Parque marítimo Almirante Brown
El parque marítimo Almirante Brown presenta una extensión aproximada de 50 hectáreas y se encuentra lindante al estuario de la Bahía Blanca, frente marítimo de la localidad. Fue establecido en 1978 y en el lugar se encuentra una gran pileta y un camping en un sector conocido como «Balneario Maldonado».

### Parque Vicente Boronat
Este parque, localizado en el Noreste de la ciudad y conectado al parque de Mayo, el paseo Napostá y el de las Esculturas, está caracterizado por su favorable localización, las expresiones artísticas que lo rodean y su historia.
A partir de la década de 1940, en el parque se encontraba la villa 17 de agosto, que también conocida como “Palihue Chico”, presentaba una notable contracara entre sus precarias viviendas y los lujos del cercano Barrio Palihue. Durante la última dictadura, en 1976, se fusiló en calle Catriel a Juan Castillo, Pablo Fornasari, Zulma Matzkin y Mario Tarchitzky, conmemorados años más tarde con un monumento frente a esa misma calle.
Las inundaciones por los desbordes del Arroyo, dieron lugar al entubado del Napostá y a la erradicación del barrio, forzando a los habitantes a desplazarse hacia Villa Harding Green En homenaje a un fomentista del Barrio Bella Vista, se asigna el nombre y finalmente, en 2009, el parque es inaugurado.

### Reservas Naturales
Reserva Costera Municipal
La reserva Costera Municipal se ubica lindante al parque Brown y fue establecida en el año 2006. La misma abarca una superficie aproximada de 319 ha y se ubica a 4 km de la plaza Rivadavia. Desde el punto de vista fitogeográfico se ubica en la provincia pampeana y la provincia del espinal. Por ello, es posible encontrar distintas formaciones vegetales, tales como bosque xerófilo, estepapsamófila, estepa halófila, estepa de gramíneas y marismas. Se destacan especialmente las especies de zampa crespa, chañar, matorro negro, vidrierara, espartina, salicornia, entre otras. Por otro lado, la zona intermareal se encuentra ocupada por amplios cangrejales con escasa o nula vegetación, densamente poblados por el cangrejo cavador.
Este sector formó parte del basural Belisario Roldán y hasta el año 2010 no se realizaron tareas de remediación ni puesta en valor del área. Recién en 2011 se realizó una limpieza parcial y se construyó un paseo de 300 m de extensión, un estacionamiento al final del recorrido y un malecón de borde para hacer frente al oleaje. Sin embargo, por diversas dificultades el sector se encuentra nuevamente en estado de abandono.
Reserva Cueva de los Leones
La reserva Cueva de los Leones es una reserva privada que consta de casi 30 hectáreas ubicadas en la zona norte de la localidad, junto a la ruta 33. La misma fue establecida en el año 2013. Se ubica a 11 km del centro de la ciudad y forma parte de la provincia fitogeográfica pampeana. Consiste en una escarpa erosiva situada en el extremo distal de la llanura Surventánica.
Reserva Natural Gaviota Cangrejera
La reserva Natural Islote de la Gaviota Cangrejera es una reserva provincial ubicada frente al puerto de Ingeniero White, dentro del partido de Villarino, consituída en 2011. El islote de 1600 ha alberga la población reproductiva más numerosa de la Gaviota cangrejera dado que se reproduce el 70% de su población mundial, representando un sitio clave para su conservación. También se destacan otras especies de aves nidificantes como la gaviota cocinera, con la mayor concentración de nidos activos de toda su distribución, la garza blanca, la garcita blanca, la garcita bueyera y el ostrero pardo.
Reserva Natural Bahía Blanca, Falsa y Verde
La reserva Natural Bahía Blanca, Falsa y Verde es una reserva provincial fundada en abril de 1998. Se encuentra ubicada al suroeste de la Provincia de Buenos Aires, frente a la ciudad de Bahía Blanca y a unos 650 km de la Capital del País, a aproximadamente 15 km de la ciudad, sobre el estuario de la Bahía Blanca y múltiples islas que allí se encuentran. La superficie comprendida por la reserva abarca las islas Zuraitas, Bermejo, Trinidad, Embudo, Wood, Ariadna e islotes adyacentes, en un área de poco más de 300.000 hectáteas, mientras que la superficie complementaria de bancos y agua suma 1.800.000 ha.

## Transporte

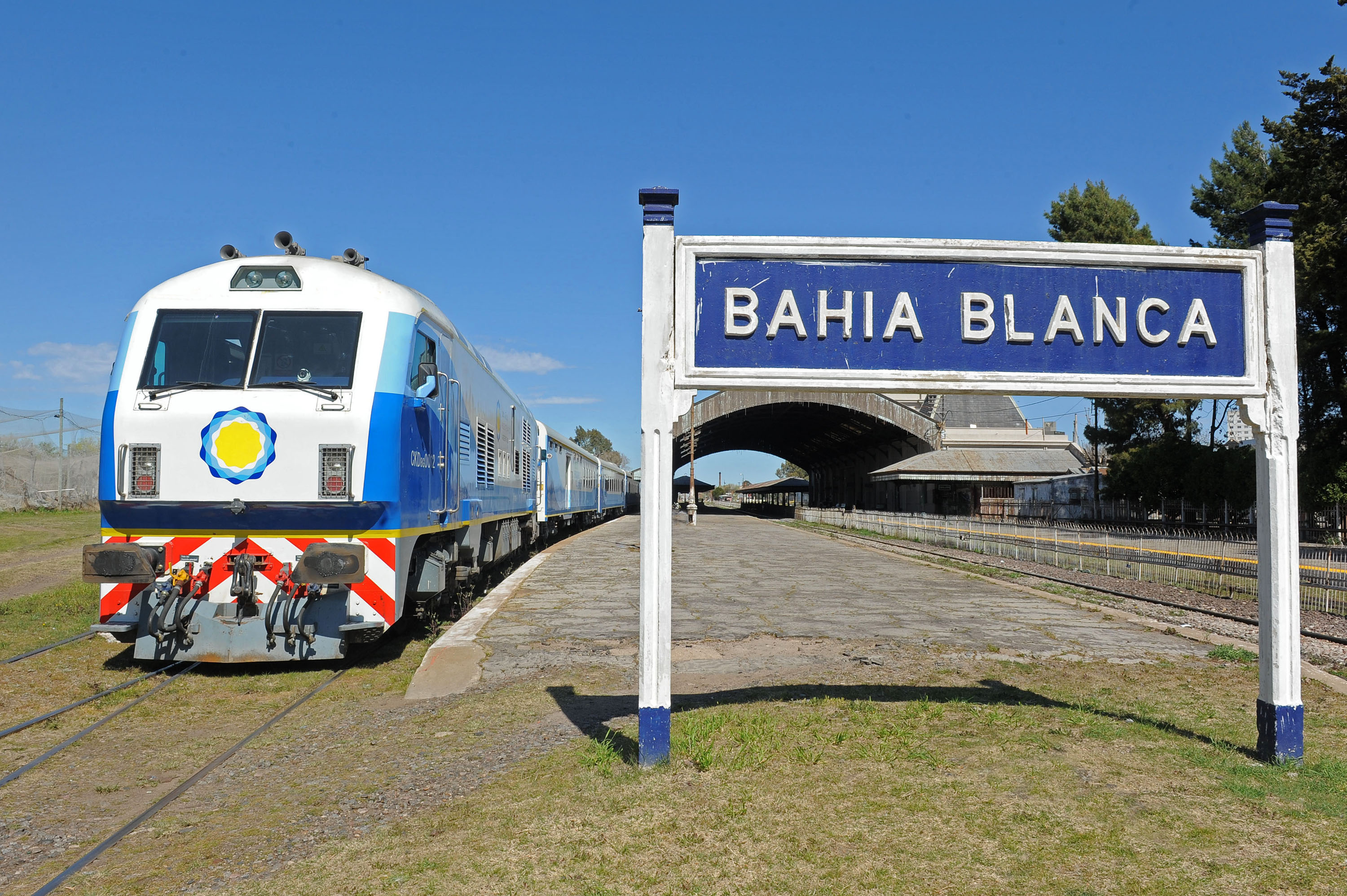
Estación ferroviaria.

### Ferrocarril
La ciudad cuenta con servicios ferroviarios a través de la Estación Bahía Blanca Sud, perteneciente al Ferrocarril General Roca. El tren conecta a Bahía Blanca con la Estación Plaza Constitución ubicada en la Ciudad Autónoma de Buenos Aires. A la estación llegan trenes de pasajeros de la empresa estatal Trenes Argentinos.
Las otras estaciones ferroviarias con que cuenta la ciudad, Bahía Blanca Noroeste y Bahía Blanca del Ferrocarril Rosario a Puerto Belgrano se encuentran desafectadas.

### Ómnibus de larga distancia

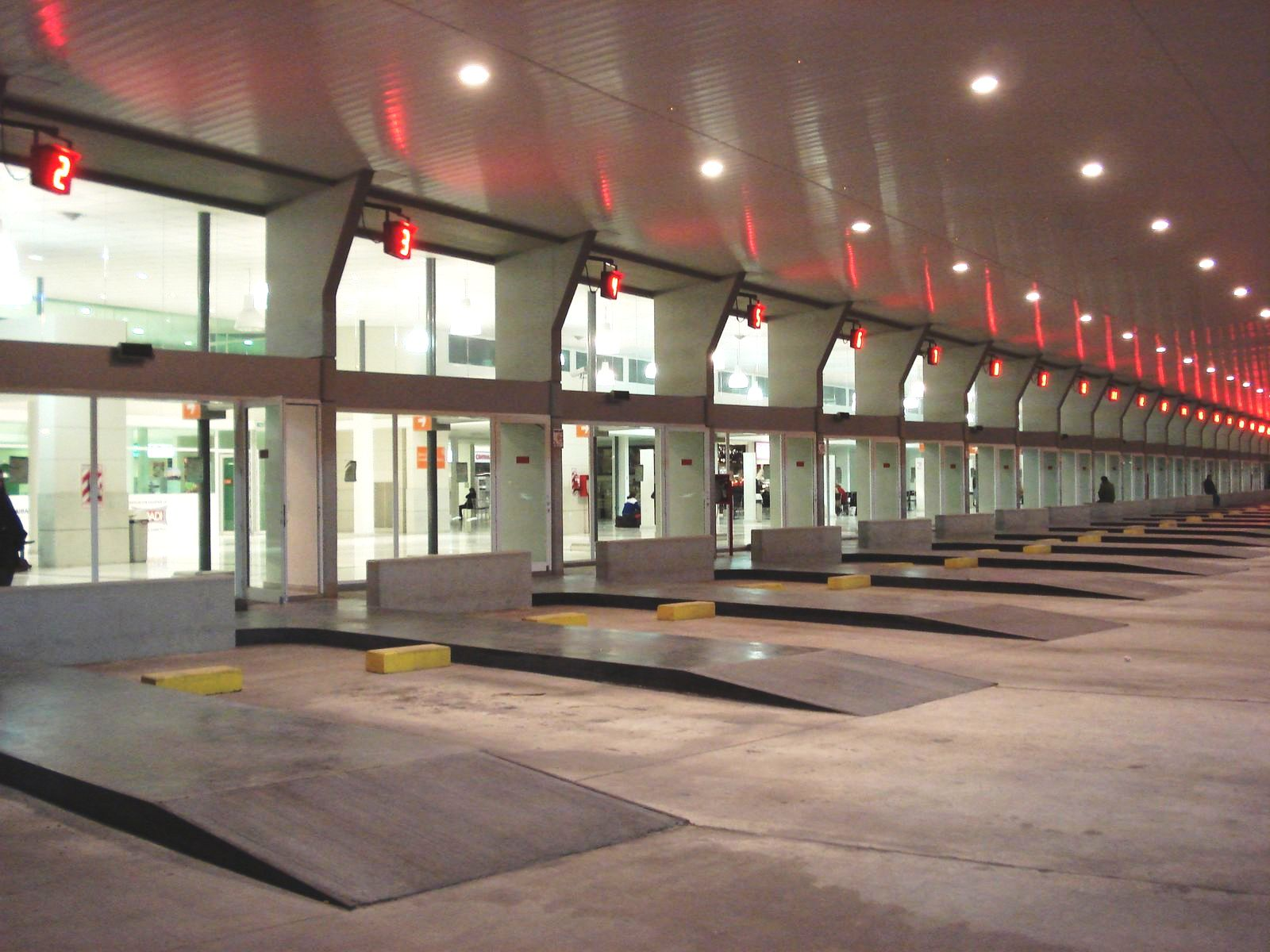
Terminal de ómnibus.

La nueva Terminal de ómnibus de la Ciudad de Bahía Blanca, a 2 km de la Estación Bahía Blanca Sud, conecta a la ciudad con otras ciudades de la Argentina y de países limítrofes. Es una importante infraestructura de la ciudad y permite el movimiento de pasajeros conectando el norte del país y la región patagónica. La terminal fue inaugurada el 8 de noviembre de 2008.

### Transporte urbano

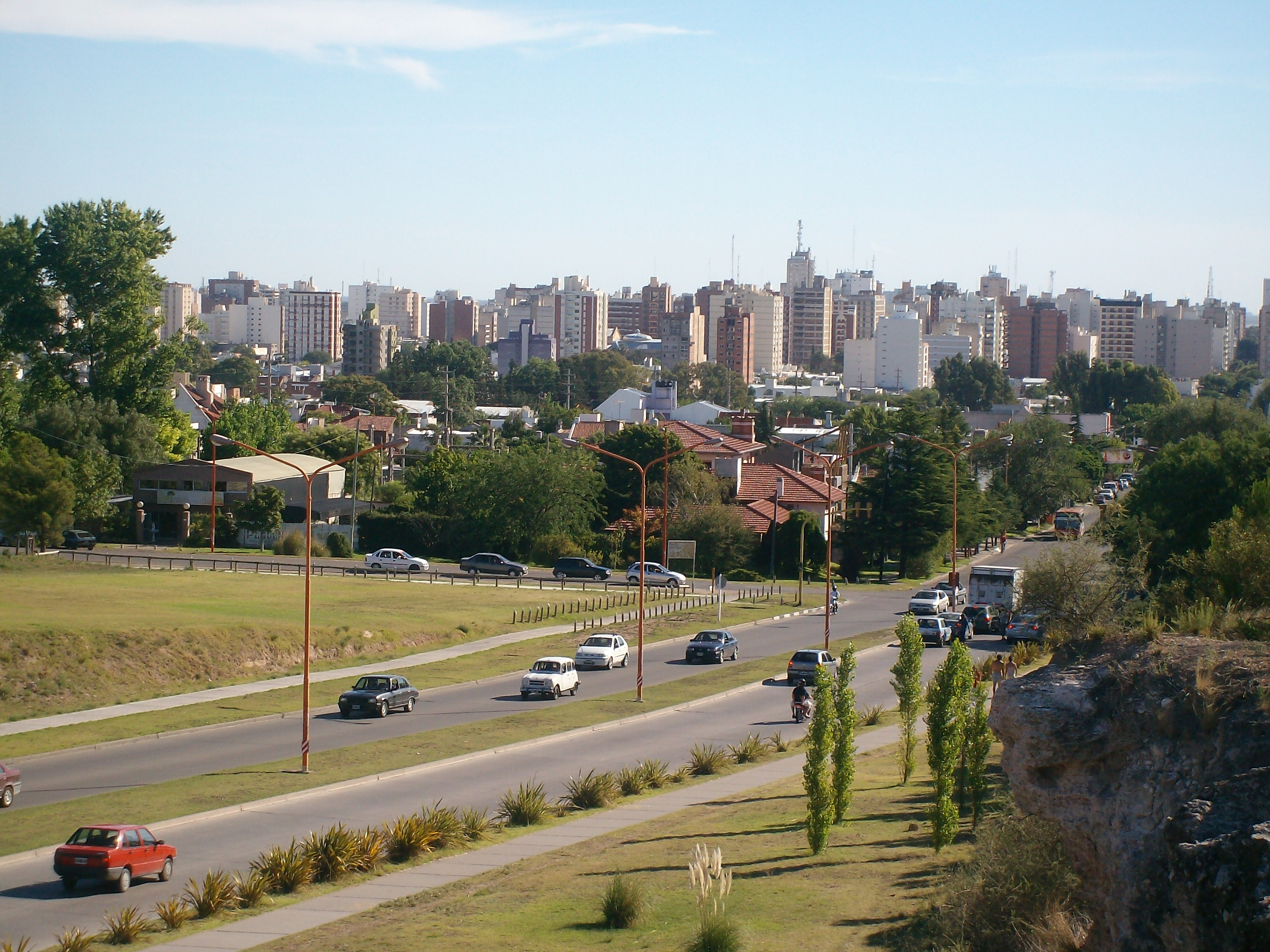
Acceso desde la Avenida Cabrera.

La ciudad posee 18 líneas de colectivo que cubren prácticamente la totalidad del municipio y sus alrededores. Las empresas que prestan el servicio para viajar son:
- Transporte El Villarino: Línea 319

- Rastreador Fournier (Lemos y Rodríguez S.A.): 500, 505, 507, 513, 514, 519.

- Empresa Bahía Transporte SAPEM: 502, 504, 519A.

- Empresa Transporte Automotor San Gabriel S.A.: 503, 506, 509, 512, 513 Expreso, 516, 517, 518.

### Transporte aéreo

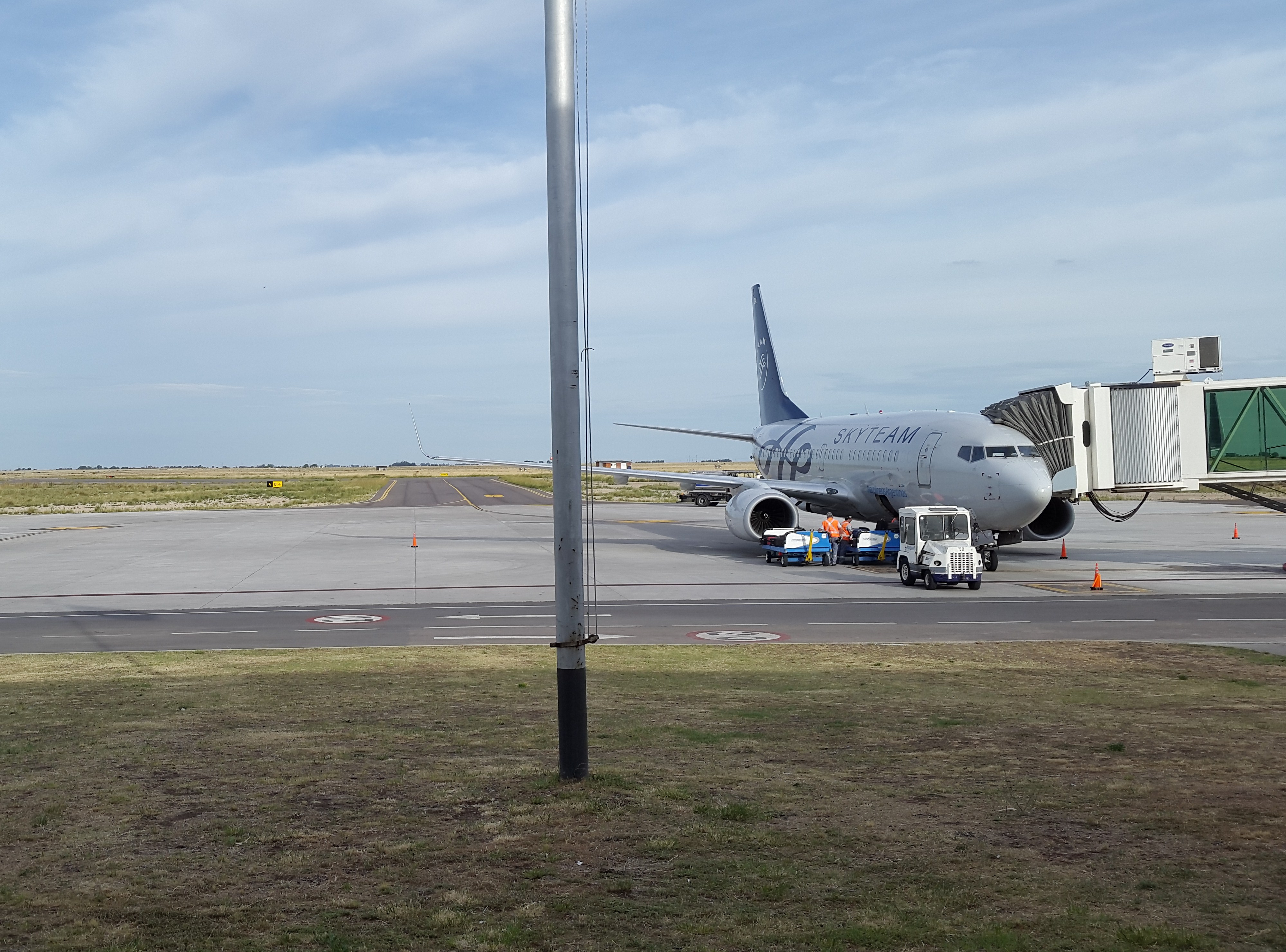
Aeropuerto Comandante Espora.

El Aeropuerto Comandante Espora, inaugurado el 16 de junio de 1939, sirve a la ciudad de Bahía Blanca y su zona de influencia. Opera con vuelos domésticos. El aeropuerto se encuentra a 12 km al este de la ciudad.

## Geografía
Bahía Blanca se sitúa sobre el límite de la Región pampeana y de la Patagonia, cuando ya se comienzan a ver las ondulaciones de médanos y desniveles que preanuncian el norte patagónico. Las primeras elevaciones alcanzan entre los 200 y 500 metros, a excepción de la zona de Sierra de la Ventana, que alcanza los 1200 metros.
La proximidad del mar le confiere características propias, a través de sus costas francas que enfrentan el viento, su proverbial visitante. El clima varía al alejarse de la costa, ya saliendo para la zona patagónica, tornándose de templado moderado a seco y más ventoso.
Con la concupiscencia de una ciudad urbana superior a menudo se hace referencia a Bahía Blanca, para situar a ciudades de un importante desarrollo y que nada tienen que ver con ella. Así se habla de que Coronel Dorrego o Coronel Pringles están en Bahía Blanca, o que Monte Hermoso, Punta Alta y Pehuen-Có forman parte de su ejido, nada más apartado de la realidad.
Es más preciso hablar de la bahía Blanca cuando hacemos referencia a ella, fundamentalmente a estas tres últimas ciudades autónomas (en la mayoría de los casos hace ya más de 50 años) antes que del nombre de la ciudad a fin de no tener errores conceptuales graves.
Mar y sierras a no más de 120 kilómetros permiten disfrutar de atractivos paisajes durante el descanso y el tiempo libre. La cercanía de los balnearios de Monte Hermoso y Pehuen-Có, como también de Sierra de la Ventana, atraen a los bahienses y a turistas de distintas partes del país.

### Clima y relieve

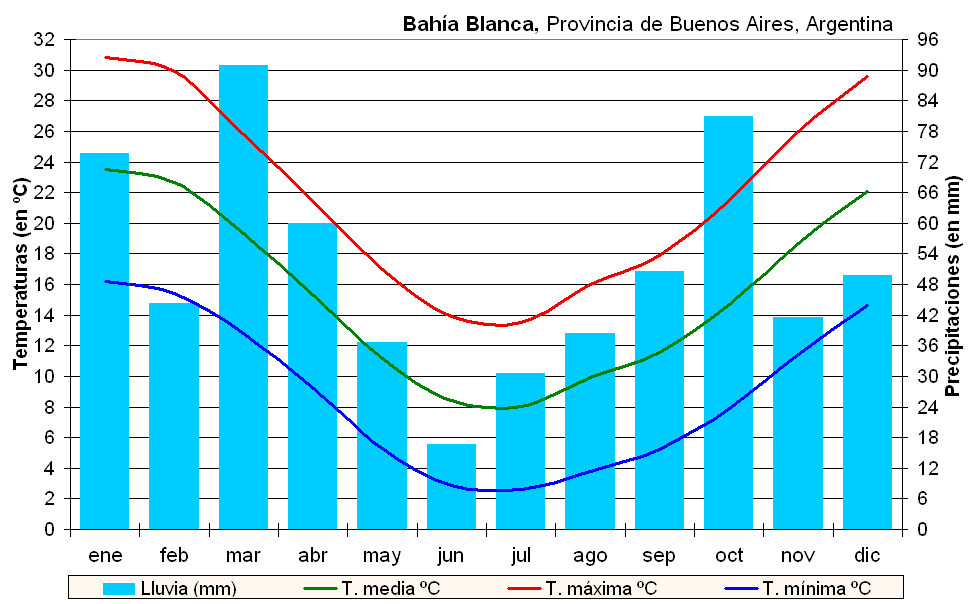
Climograma de Bahía Blanca.

La ciudad ofrece el panorama de una planicie con desniveles que descienden hacia la costa, mientras al noreste aparecen terrazas de 70 metros de altura, ofreciendo una vista de la ciudad. Como contraste, coronando su sector de máximo declive, se recorta el mar, como límite natural en forma de bahía, a la cual la ciudad debe su nombre, junto con la visión blanquecina que se observa desde el mar debido a la abundante salinidad del suelo.
El clima de la ciudad propiamente dicho es templado, subhúmedo con temperaturas moderadas y alta variabilidad. En el área de influencia se va tornando seco en dirección al oeste. Según la clasificación climática de Köppen es pampeano o subtropical húmedo, Cfa, puesto que supera los 22 °C de temperatura media en los meses más cálidos y no hay estación seca.
El promedio anual de lluvias es de 600 mm, sin embargo hay importantes variaciones dentro de la zona. Los meses más lluviosos son: febrero, marzo, octubre y noviembre. La humedad relativa promedio anual es del 68%.
Los vientos en general son moderados, con una velocidad media anual de 23 km/h, con un valor medio mensual máximo de 26,6 km/h registrado para diciembre y un valor mínimo de 20,9 km/h registrado para mayo. En su mayoría son provenientes del norte y noroeste en verano y del sur y sureste en invierno.
Los habitantes indígenas designaban a la bahía como Huecuvú Mapú, es decir "Tierra del ente maligno" o "Tierra del Diablo", por la agresividad de sus vientos, las enfermedades respiratorias, la escasez de lluvia y los fríos extremos. Por una parte, la temperatura podía bajar hasta -12° con una sensación térmica que superaba los -20° (como ocurrió en 1988) y por otra, los calores sofocantes alcanzaban los 44° con una sensación térmica que llegaba a 50° (como en el 2005)[cita requerida].
En la costa al este de Bahía Blanca hay afloramientos de roca de playa.
| Parámetros climáticos promedio de Bahía Blanca Aero (1991–2020) | Parámetros climáticos promedio de Bahía Blanca Aero (1991–2020) | Parámetros climáticos promedio de Bahía Blanca Aero (1991–2020) | Parámetros climáticos promedio de Bahía Blanca Aero (1991–2020) | Parámetros climáticos promedio de Bahía Blanca Aero (1991–2020) | Parámetros climáticos promedio de Bahía Blanca Aero (1991–2020) | Parámetros climáticos promedio de Bahía Blanca Aero (1991–2020) | Parámetros climáticos promedio de Bahía Blanca Aero (1991–2020) | Parámetros climáticos promedio de Bahía Blanca Aero (1991–2020) | Parámetros climáticos promedio de Bahía Blanca Aero (1991–2020) | Parámetros climáticos promedio de Bahía Blanca Aero (1991–2020) | Parámetros climáticos promedio de Bahía Blanca Aero (1991–2020) | Parámetros climáticos promedio de Bahía Blanca Aero (1991–2020) | Parámetros climáticos promedio de Bahía Blanca Aero (1991–2020) |
| Mes                                                             | Ene.                                                            | Feb.                                                            | Mar.                                                            | Abr.                                                            | May.                                                            | Jun.                                                            | Jul.                                                            | Ago.                                                            | Sep.                                                            | Oct.                                                            | Nov.                                                            | Dic.                                                            | Anual                                                           |
| --------------------------------------------------------------- | --------------------------------------------------------------- | --------------------------------------------------------------- | --------------------------------------------------------------- | --------------------------------------------------------------- | --------------------------------------------------------------- | --------------------------------------------------------------- | --------------------------------------------------------------- | --------------------------------------------------------------- | --------------------------------------------------------------- | --------------------------------------------------------------- | --------------------------------------------------------------- | --------------------------------------------------------------- | --------------------------------------------------------------- |
| Temp. máx. abs. (°C)                                            | 41.5                                                            | 40.6                                                            | 38.8                                                            | 34.5                                                            | 32.8                                                            | 24.5                                                            | 27.0                                                            | 32.6                                                            | 30.6                                                            | 34.9                                                            | 37.5                                                            | 40.8                                                            | 41.5                                                            |
| Temp. máx. media (°C)                                           | 31.2                                                            | 29.6                                                            | 27.0                                                            | 22.0                                                            | 17.7                                                            | 14.5                                                            | 13.9                                                            | 16.5                                                            | 18.9                                                            | 22.1                                                            | 26.0                                                            | 29.7                                                            | 22.4                                                            |
| Temp. media (°C)                                                | 23.6                                                            | 22.1                                                            | 19.6                                                            | 15.1                                                            | 11.4                                                            | 8.4                                                             | 7.6                                                             | 9.6                                                             | 11.8                                                            | 15.0                                                            | 18.7                                                            | 22.0                                                            | 15.4                                                            |
| Temp. mín. media (°C)                                           | 16.3                                                            | 15.2                                                            | 13.4                                                            | 9.4                                                             | 6.4                                                             | 3.5                                                             | 2.4                                                             | 4.1                                                             | 5.6                                                             | 8.5                                                             | 11.6                                                            | 14.5                                                            | 9.2                                                             |
| Temp. mín. abs. (°C)                                            | 3.7                                                             | 2.5                                                             | 1.1                                                             | -2.6                                                            | -5.5                                                            | -9.8                                                            | -10.0                                                           | -7.9                                                            | -5.8                                                            | -3.2                                                            | -0.4                                                            | 2.8                                                             | -10.0                                                           |
| Precipitación total (mm)                                        | 66.2                                                            | 69.4                                                            | 70.6                                                            | 53.2                                                            | 41.5                                                            | 32.6                                                            | 32.4                                                            | 31.7                                                            | 45.0                                                            | 69.5                                                            | 62.3                                                            | 64.7                                                            | 639.1                                                           |
| Días de precipitaciones (≥ 0.1 mm)                              | 6.9                                                             | 6.5                                                             | 7.4                                                             | 6.8                                                             | 5.6                                                             | 6.0                                                             | 5.5                                                             | 4.9                                                             | 6.2                                                             | 8.8                                                             | 7.2                                                             | 6.6                                                             | 78.4                                                            |
| Horas de sol                                                    | 310.0                                                           | 262.7                                                           | 248.0                                                           | 198.0                                                           | 156.0                                                           | 138.0                                                           | 148.8                                                           | 176.7                                                           | 195.0                                                           | 235.6                                                           | 273.0                                                           | 313.1                                                           | 2666.3                                                          |
| Humedad relativa (%)                                            | 53.0                                                            | 59.4                                                            | 65.3                                                            | 69.9                                                            | 75.2                                                            | 73.4                                                            | 72.3                                                            | 67.0                                                            | 65.2                                                            | 64.9                                                            | 58.1                                                            | 52.0                                                            | 64.6                                                            |
| Fuente: Servicio Meteorológico Nacional                         |                                                                 |                                                                 |                                                                 |                                                                 |                                                                 |                                                                 |                                                                 |                                                                 |                                                                 |                                                                 |                                                                 |                                                                 |                                                                 |

## Educación

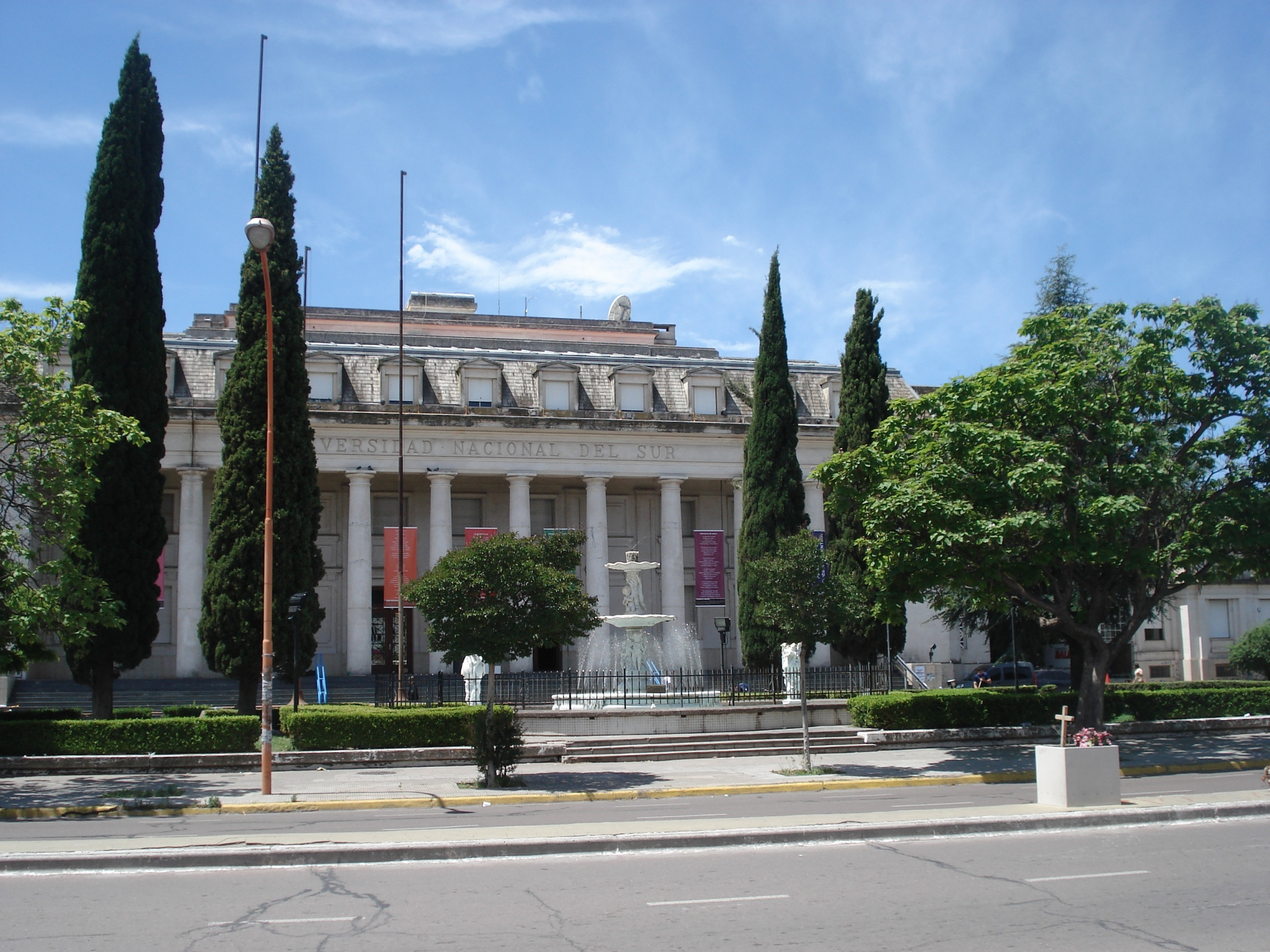
Universidad Nacional del Sur

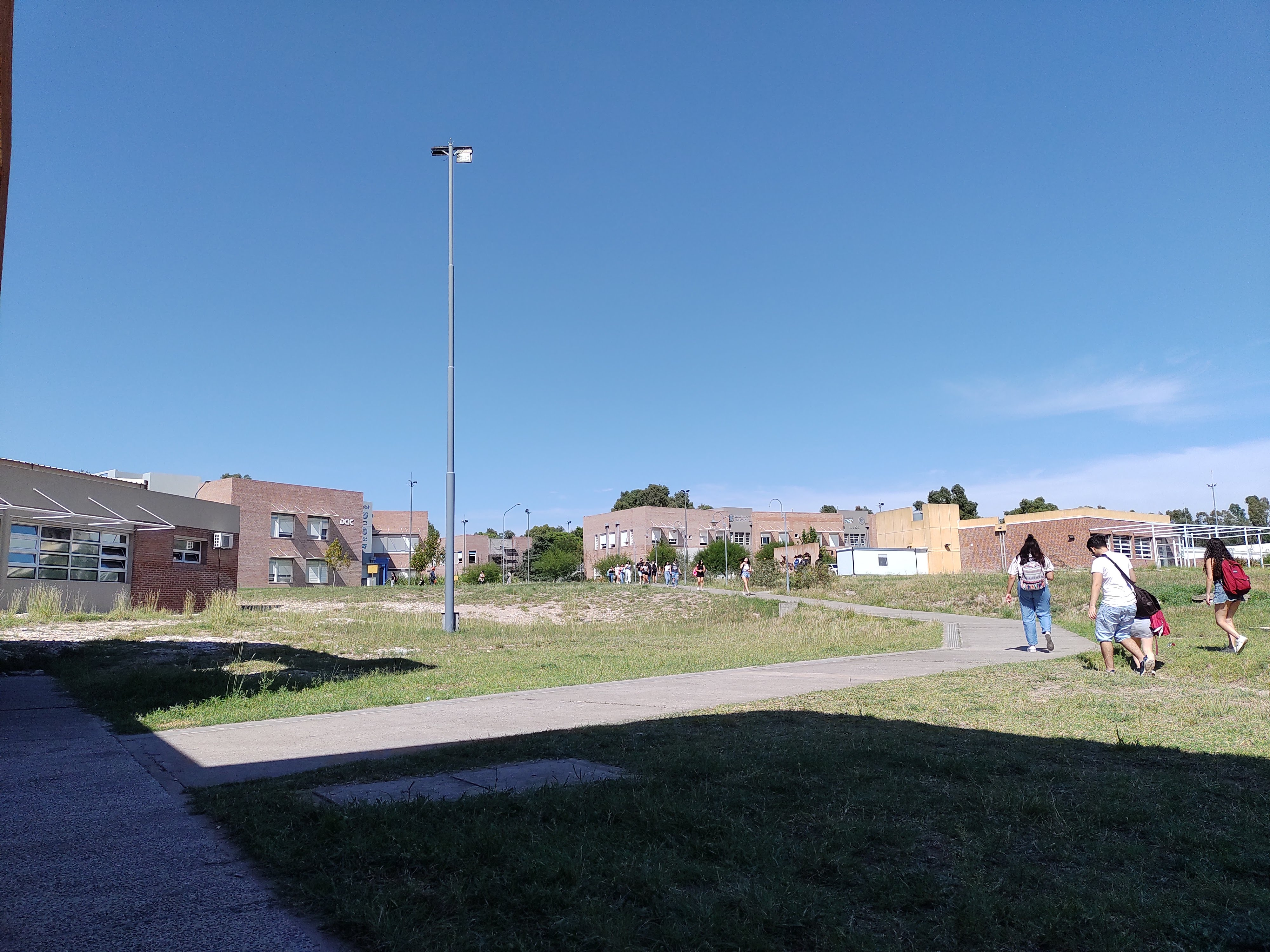
Campus Altos de Palihue, de la Universidad Nacional del Sur

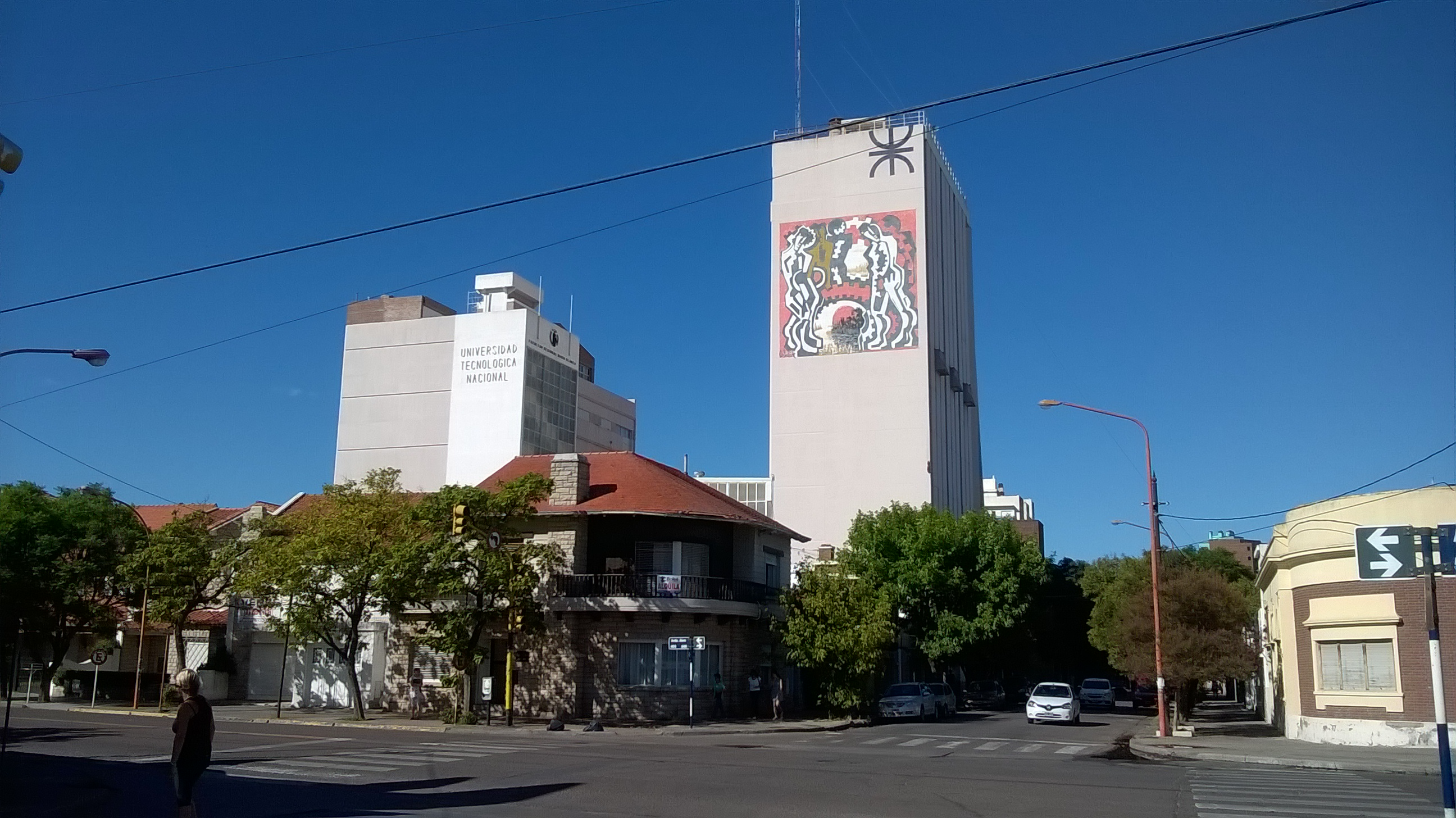
Facultad Regional Bahía Blanca de la Universidad Tecnológica Nacional.

Bahía Blanca ofrece los distintos ciclos y modalidades en educación: preescolar, primaria, secundaria, colegios de educación especial, educación terciaria y universitaria. El equipamiento educativo comprende un importante número de establecimientos estatales y privados -dependientes de Provincia o Nación- que cubre la demanda actual.
Bahía Blanca integra la Región Educativa 22 de la Provincia de Buenos Aires. En la ciudad y cercanías (incuye el Gran Bahía Blanca) se contabilizan 416 unidades de servicio educativo (314 estatales y 102 privadas) que reciben 93.873 estudiantes.
| Rama          | Establecimientos | Estudiantes |
| ------------- | ---------------- | ----------- |
| Inicial       | 72               | 10.325      |
| Primaria      | 85               | 34.465      |
| Secundaria    | 36               | 22.539      |
| Especial      | 16               | 2.067       |
| Terciaria     | 15               | 6.468       |
| Universitaria | 3                | ~40.000     |

Los establecimientos del nivel medio de la ciudad ofrecen distintas orientaciones: humanística, comercial, agropecuaria y técnica (con diferentes especializaciones).
Además, la enseñanza universitaria de la ciudad tiene un alcance regional. La propuesta de cursos académicos dictados en las dos universidades nacionales de la localidad (Universidad Nacional del Sur y Universidad Tecnológica Nacional) es amplia y variada, habiéndose incorporado en los últimos años nuevas carreras y cursos de postgrado. A su vez, la ciudad cuenta con una sede de la Universidad Provincial del Sudoeste y varias universidades de gestión privada.
Un análisis de la composición de los egresados de este nivel de enseñanza, demuestra que la mayor parte de los mismos pertenece a las carreras de índole científico - técnica y administrativo - contable, al mismo tiempo que las carreras humanísticas viene experimentando altas tasas de crecimiento en su participación en esa composición. Estas casas de altos estudios realizan importantes labores de investigación y extensión a través de convenios celebrados con otras universidades y organismos, tanto nacionales como extranjeros. Cabe señalar también que las mismas son sede de congresos, cursos y seminarios en diversas disciplinas que las convierten en referente de la región.

## Cultura

### El Teatro Municipal
El Teatro Municipal de Bahía Blanca constituye uno de los centros culturales más destacados de la ciudad y la región, el cual está posicionado como uno de los diez teatros más importantes del país, con un promedio de 300 funciones anuales de alta calidad. Fue inaugurado en 1913 con la puesta en escena de la ópera Aída de Giuseppe Verdi, interpretada por la Compañía Italiana de Antonio Marranti. El estilo arquitectónico del coliseo corresponde al Academicismo francés, bello exponente de su tipo.

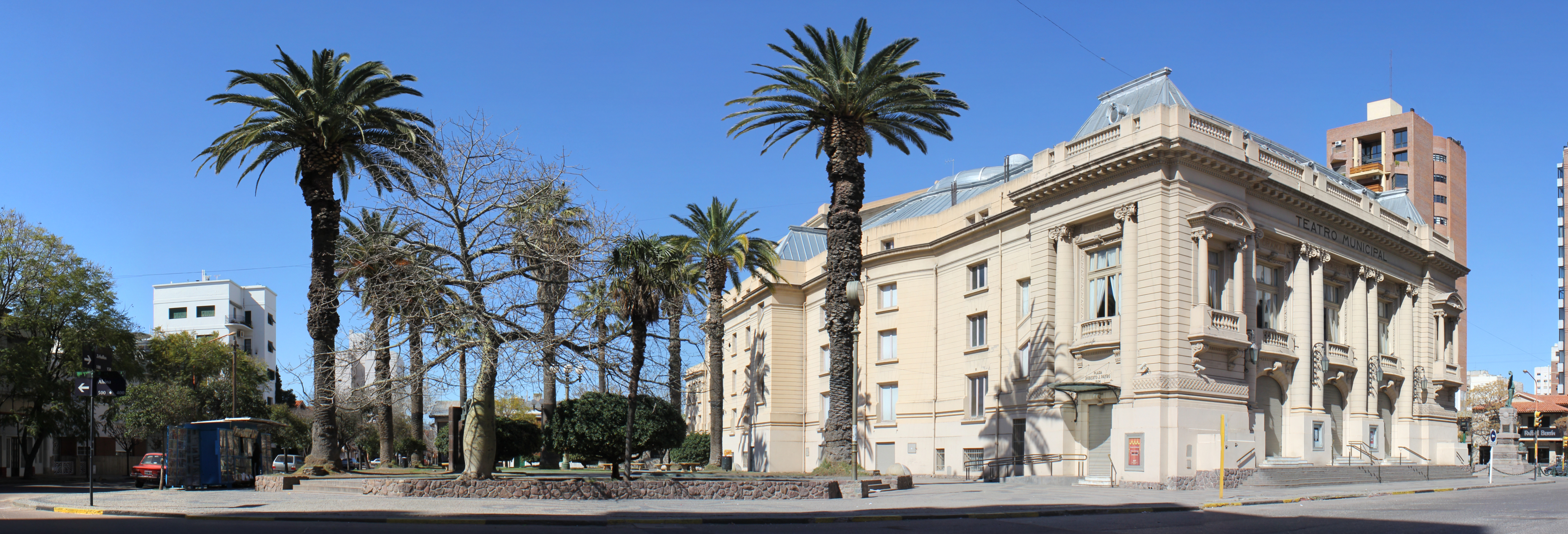
Vista panorámica del Teatro Municipal y de la Plaza Payró, epicentro cultural por excelencia de Bahía Blanca.

### Museos
Hay varios museos en la ciudad que incluyen el Museo del Puerto, el Museo y Archivo Histórico, el Museo de Bellas Artes y el Museo de Arte Contemporáneo, Museo Taller Ferrowhite, Museos Caseros, Museo de Ciencias de Bahía Blanca, Museo Fortín Cuatreros, Museo del Deporte Lito Fruet, donde las exposiciones permanentes y temporales tienen lugar. Allí se exhiben piezas de arte realizados por artistas locales y del país pertenecientes al patrimonio de la ciudad.
Hay un óleo sobre lienzo pintado por Benito Quinquela Martín, "Proa al sol" que se encuentra en la oficina del intendente. Otras exposiciones se llevan a cabo periódicamente en la Biblioteca Rivadavia, la Cámara de Comercio, Casa de la Cultura y la Alianza Francesa, donde se organizan sobre la responsabilidad de los diferentes encargados. Hay al menos dos asociaciones de artistas plásticos locales y regionales, de la Asociación Bahiense de Artistas Plásticos y la Asociación de Artistas del Sur, dos talleres de promoción y exposiciones durante todo el año también a cargo de la organización de múltiples actividades culturales.
Otro de los museos de la ciudad es el del Ejército en su Comando de la Tercera División de Ejército en la que una recreación en miniatura de la fortaleza original está en exhibición, así como una interesante colección de antiguos mapas, documentos y piezas junto a uno de los más importantes y más desconocidos de la historia de las bibliotecas en la región: este mismo museo y el de los Salesianos, la Inspectoría San Francisco Javier (jefe de los Salesianos de Don Bosco para toda la Patagonia) tienen colecciones con documentos de valor relacionados con la conquista y civilización de la Patagonia realizado por el Ejército y los Salesianos.
El Museo de Historia del Ejército de Bahía Blanca está abierto al público con visitas guiadas.
El Museo de la Aviación Naval Argentina, dependiente de la Armada Argentina, es el más importante de su tipo en el país. Tiene su antecedente directo en el Centro de Exposición de Aeronaves que funcionó en un predio contiguo a la Aeroestación civil Comandante Espora. Participa del circuito turístico de la ciudad de Bahía Blanca, lleva a cabo muestras itinerantes a distintas localidades a pedido de los interesados y previa autorización del Comando de la Aviación naval Argentina, de quien depende administrativamente. Recibe y brinda visitas guiadas por sus instalaciones a las instituciones que lo soliciten.

### Feria de Música y Literatura (FEMULI)
La FEMULI tiene como esencial característica la de ser una feria temática (música, literatura y arte plástico afín). En ella se pueden encontrar libros, revistas, cuadros, CDs, DVDs, discos de vinilo (LPs), historietas, calcos, etc. Propiciando, un ámbito de intercambio cultural para quienes la visitan, en el que pueden conectarte con material literario y musical difícil de conseguir a través de los canales convencionales. Actualmente la feria funciona los fines de semana en la Plazoleta Garibaldi, lindante al Teatro Municipal de la ciudad.
La Feria inició sus actividades en noviembre de 2013, desarrollando sus actividades en diversos lugares de la ciudad. A partir de 2017 cuenta con el apoyo y aval del Municipio de Bahía Blanca, brindándole espacios públicos para su funcionamiento, facilitando de manera exponencial la acogida de la comunidad bahiense y de la región. En el año 2018 fue declarada de interés municipal sumando apoyos e interés en torno a propiciar un espacio de intercambio y valoración cultural.

### Bibliotecas
- Biblioteca Popular "Pajarita de papel"

- Biblioteca Popular "José Hernández"

- Biblioteca Popular "Mariano Moreno"

- Biblioteca Popular "Roberto J. Payró"

- Biblioteca Popular "Bartolomé Mitre"

- Biblioteca Popular "Daniel Aguirre"

- Biblioteca Popular "Gabriela Mistral"

- Biblioteca Popular "Luis Braille"

- Biblioteca Popular "Mariano Moreno"

- Biblioteca Popular "Eduardo Mallea"

- Biblioteca Popular "Ingeniero Domingo Pronsato"

- Biblioteca Popular "Simón Rodríguez"

- Biblioteca Popular y Bebeteca Villa Duprat

- Biblioteca Popular "Bernardino Rivadavia"

- Biblioteca Popular "Jorge Luis Borges"

- Biblioteca Popular Escolar "Germán García"

- Biblioteca Popular "Rosario Sur"

- Biblioteca Popular "Martín Allica"

- Biblioteca "Concepción Urdinola de Pedernera"[40]

### Sonoteca Bahía Blanca
Sonoteca Bahía Blanca es un proyecto que busca recopilar material sonoro de la ciudad asociado a su ubicación geográfica, promoviendo concentrar, intercambiar y distribuir dichos registros en una base de datos común mediante una plataforma virtual pública y colaborativa.
Su objetivo es poner en valor el paisaje sonoro de la ciudad bajo el principio de Patrimonio Inmaterial de la Humanidad.

### Celebraciones locales
| Fecha                       | Nombre                                       | Características |
| --------------------------- | -------------------------------------------- | --- |
| 5 de abril                  | Fiesta Nacional del Camarón y Langostino     | Anual. Cocineros de los clubes principales de fútbol de la ciudad, miden su rivalidad en las ollas gigantes preparando tradicionales cazuelas, paellas, cornalitos y rabas. Se disfruta de shows y una feria de emprendedores.                                                                               |
| 11 de abril                 | Aniversario de la Fundación de Bahía Blanca  | Se recuerda el aniversario de la fundación de Bahía Blanca, fundada como Fortaleza Protectora Argentina por el coronel Ramón Bernabé Estomba el 11 de abril de 1828, un fuerte en función de proteger el ganado, del indio; y la costa de la flota de Brasil. Fue declarada ciudad el 22 de octubre de 1895. |
| 15 de septiembre            | Fiesta del cubanito                          | Se trata de un evento recreativo para todo público, basado en una comida típica de la localidad. Se realiza en el parque de Mayo desde el año 2023. Se complementa con la participación de artistas locales y nacionales, una feria de emprendedores y foodtrucks.                                           |
| 20 de junio                 | San Silverio, Patrono del Pescador           | Cada veinte de junio, la colectividad pescadora de Ingeniero White, compuesta en su mayoría por inmigrantes napolitanos, celebraba la fiesta de su santo protector, con una fiesta que se iniciaba antes del amanecer, y duraba todo el día.                                                                 |
| 24 de septiembre            | Día de Nuestra Señora de la Merced           | Patrona de la ciudad |
| 4 al 7 de octubre           | Festival Nacional de Tango "Carlos Di Sarli" | Anual. Comenzó en 2011. |
| 4 de octubre                | Exposición Rural de Villa Bordeu             | Anual |
| Primera quincena de octubre | Feria de artesanos                           | Artesanos de todo el país se acercan a Bahía Blanca durante el fin de semana largo debido al Dia de la diversidad cultural. Se realiza en la Plaza Rivadavia. |

### Sitios de Memoria
En la ciudad de Bahía Blanca se pueden encontrar diversos memoriales que conmemoran hechos y violaciones a los derechos humanos acontecidos durante el Siglo XX.

#### Sitio de Memoria "La Escuelita"
En Bahía Blanca, el centro clandestino de detención más significativo y donde más personas fueron secuestradas, fue la denominada “La Escuelita”, ubicada en el predio del V Cuerpo de Ejército, la cual fue demolida en 1979 para ocultar los crímenes cometidos en el lugar. Estuvo en funcionamiento desde 1976. Allí fueron secuestrados militantes políticos, gremiales, legisladores, docentes, estudiantes y trabajadores. Muchas de estas personas fueron asesinadas, sin embargo hay otras que aún permanecen desaparecidas, entre ellas, mujeres embarazadas que dieron a luz en cautiverio y cuyos bebés fueron apropiados.
Entre 2011 y 2012 en la Causa Quinto Cuerpo del Ejército se juzgaron los crímenes que se cometieron contra 90 personas durante la última dictadura militar. Los acusados fueron 13 exmilitares, 4 expolicías y 2 exagentes del servicio penitenciario. El mismo año en que se llevaban a cabo los juicios, “La Escuelita” fue señalizado como sitio de Memoria dentro del marco del programa Investigación y Memoria de la secretaría de Derechos Humanos de la Nación.

#### Sitio de Memoria Prefectura Naval en Ingeniero White
Durante la última dictadura cívico-militar Argentina (1976-1983), en una ex dependencia de la Prefectura Naval Argentina (PNA), funcionó un Centro Clandestino de Detención (CCD), donde hombres y mujeres, tanto Bahienses cómo Whitenses, fueron detenidos, debido a su militancia política, sindical y social. Entre ellos, se encontraban trabajadores de la Junta Nacional de Granos, de la Central Termoeléctrica, de la Dirección de Energía de la provincia de Buenos Aires, de Yacimientos Petrolíferos Fiscales (YPF), otros trabajadores portuarios y vecinos de la zona. Dicho centro de detención y tortura, funcionaba en un edificio que perteneció a la PNA, y que se ubica en Ingeniero White. Este era un centro de paso, donde Prefectura realizaba los secuestros. Luego de los secuestros, las víctimas eran trasladadas a otros CCD, como por ejemplo el Batallón de Comunicaciones 181. Algunas de las personas secuestradas fueron liberadas, otras legalizadas en las unidades penales de Villa Floresta y La Plata, y otras aún permanecen desaparecidas.
En 2019 fue señalizado como sitio de memoria en la ciudad de Bahía Blanca por la Secretaría de Derechos Humanos de la provincia de Buenos Aires y la Red Federal de Sitios de la Memoria.

#### Mural homenaje a desaparecidos en Bahía Blanca
El acontecimiento referido a este homenaje trata de las desapariciones de tres jóvenes militantes católicos: Elías Sánchez, Alberto Paira y Adrián Carlovich. Estos fueron a la respectiva escuela de su barrio (Escuela N°57) y fueron asesinados durante la última dictadura cívico-militar de Argentina debido a sus inclinaciones políticas y religiosas.
Este mural se encuentra localizado en la esquina entre Bouchard y Bermúdez. Esta fue una de las tantas propuestas impulsadas por el Partido Comunista de la generación siguiente a la de los represaliados y de la actual, algunos de los cuales vivían en el barrio, que convocaron a los vecinos que habían sido compañeros de Alberto y Adrián en los grupos cristianos o la Unión de Estudiantes Secundarios.

#### Murales de La Pequeña Obra
En octubre de 2011, en el marco de los 50 años de fundación del Grupo Scout San Pio X de Bahía Blanca e impulsada por una investigación realizada en el marco del Programa Provincial Jóvenes y Memoria, se llevó a cabo una serie de jornadas de memoria, impulsada por los miembros de la agrupación, donde se recordó a cuatro víctimas del genocidio de Estado: Elizabeth Frers, Horacio Russin, Eduardo Ricci y María Clara Ciocchini; quienes eran integrantes de la comunidad “Guía Scout San Pio X y Santa Juana de Arco”. Los y las adolescentes víctimas además de tener en común su participación en el grupo scout, también militaban en la Unión de Estudiantes Secundarios (UES), la Juventud Peronista (JP), la Juventud Universitaria Peronista (JUP) y Montoneros en la primera mitad de la década del ´70.
En memoria de los cuatro jóvenes desaparecidos, el 8 de octubre de 2011 fueron colocadas 4 obras artísticas compuestas por mosaicos pintados a mano por niños, niñas y adolescentes de la Comunidad y compañeros y compañeras de los desaparecidos de la década del 70; a su vez fueron acompañados por el equipo de Arte Memoria Colectivo. Se intentó plasmar en las obras un momento vital de las vidas de las víctimas del terrorismo de Estado. Desde el día del acto, siguen presentadas en una de las sedes de la agrupación, en Italia 1133 de Bahía Blanca.

#### Mural Frente al V Cuerpo del Ejército

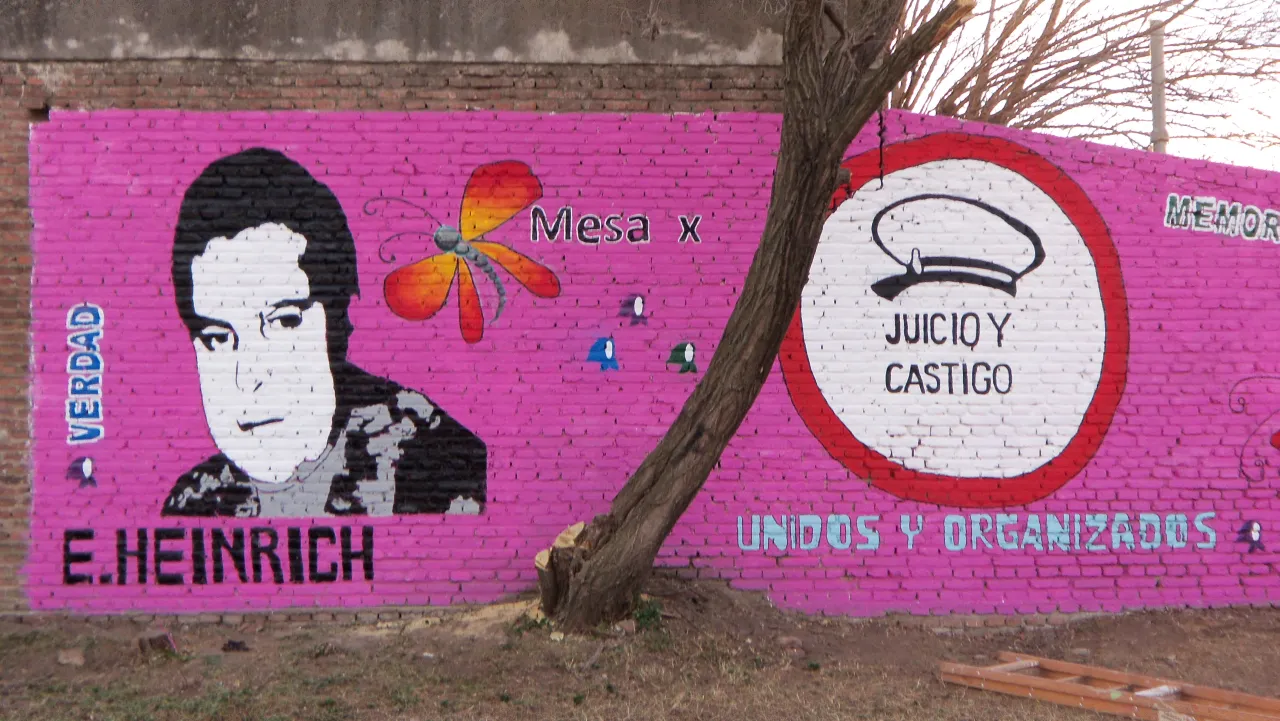
Mural homenaje en Bahía Blanca

Previo al acto de señalamiento con las 3 columnas, los Organismos junto con la MESA x el Juicio y Castigo realizaron un mural frente al comando, en calles Alfonsina Storni y Florida, en homenaje a los compañeros E.Heinrich y M.A.Loyola y que se conserva en muy buenas condiciones. El 4 de julio es la fecha donde ambos obreros gráficos de LNP aparecen fusilados con más de 50 balazos cada uno en las afueras de BBcaen la llamada Cueva de los Leones. A 18 km de la ciudad.

#### Monumento de la masacre de calle Catriel
El día sábado 4 de septiembre de 1976, en una casa abandonada, fueron asesinados Pablo Francisco Fornasari, Juan Carlos Castillo, Zulma Matzkin y Mario Manuel Tartchitzky.
Para recordar este hecho, a pocos metros del parque Boronat se encuentra un monumento, una placa, un cartel y varios murales para hacer memoria de esta masacre recordada como el falso tiroteo del 4 de septiembre ocurrido en la calle Catriel y rememorar a los cuatro jóvenes asesinados por el Ejército.

#### Calle “Watu” Cilleruelo
La calle principal interna de la Universidad Nacional del Sur (UNS) lleva el nombre de “Watu” Cilleruelo, a partir del asesinato del joven rionegrino que estudiaba ingeniería en esa misma universidad, militaba en la Federación Comunista y participaba en la reorganización de la Federación Universitaria de la UNS. “Watu” fue asesinado por la Triple A, el jueves 3 de abril de 1975, en los pasillos de la universidad. Este hecho fue lo que abrió el camino al terrorismo de Estado en el mundo académico bahiense.
También se conmemora cada 3 de abril el “Día de los Derechos Humanos” en la UNS, para mantener viva la memoria de David "Watu Cilleruelo y las circunstancias que rodearon su asesinato.

#### Plaza de los lápices

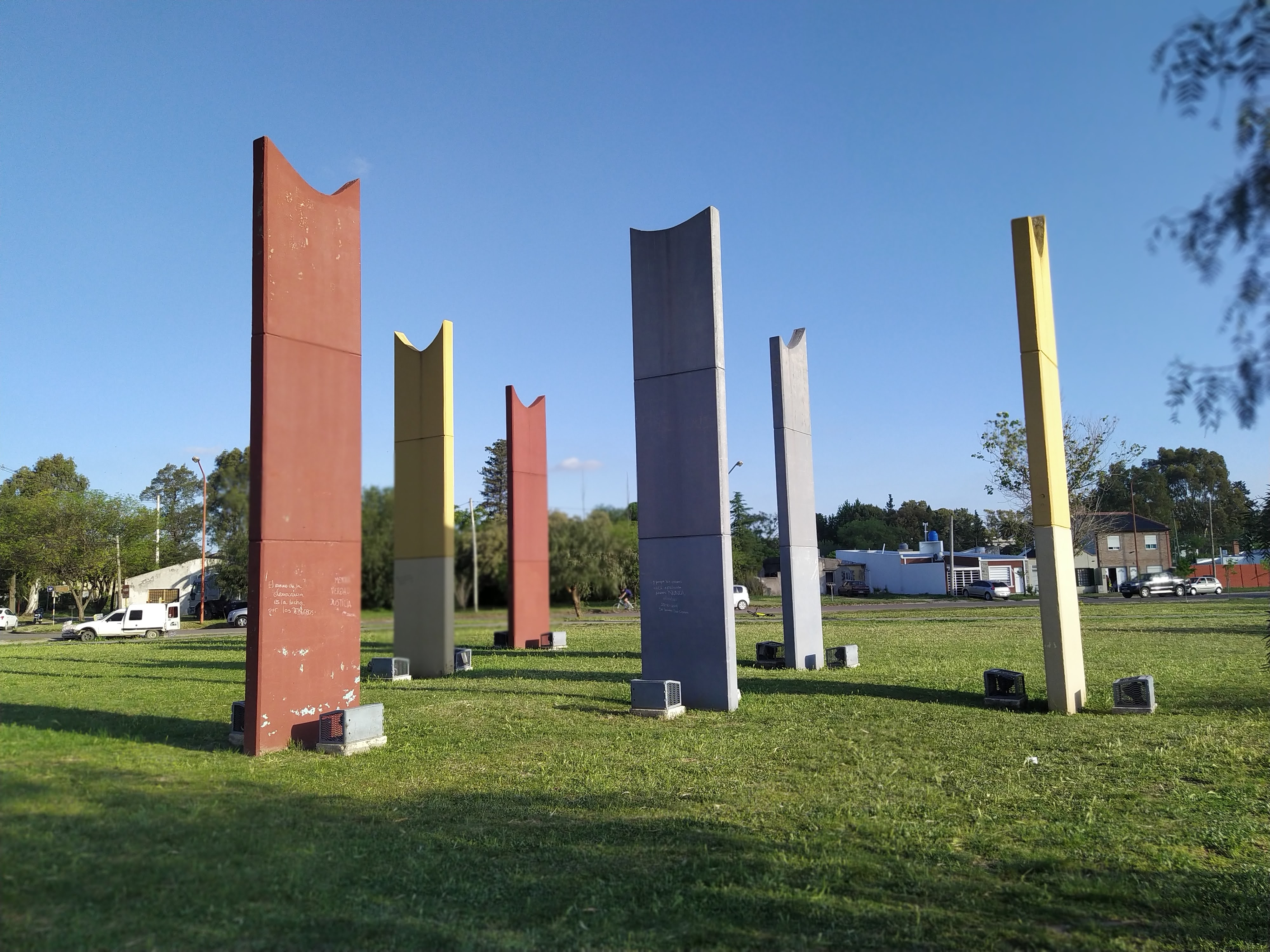
Plaza de los lápices

La Plaza de los Lápices, ubicada en el paseo lineal en la calle Cuyo de Bahía Blanca, conmemora a la Noche de los Lápices. En esta serie de represiones, diez estudiantes fueron detenidos y torturados; entre ellos, cuatro sobrevivieron, pero los demás jóvenes continúan ausentes. Aquellos que nunca fueron localizados se encuentran rememorados en esta escultura, en la que cada uno de los lápices incluidos representa a un desaparecido.
En total son seis columnas de hormigón de colores diferentes, diseñadas por el arquitecto paisajista Horacio Miglierina. Fueron emplazadas en el parque lineal construido durante 1993 a partir del programa Bosques de Cultura, creado por una ordenanza municipal de 1992. Varias de ellas se encuentran intervenidas con mensajes escritos por ciudadanos, ya que desde un inicio se planteó como objetivo dejar que la Plaza de los Lápices fuera un sitio donde la gente pudiera plasmar comentarios propios, siempre y cuando tuvieran relación con el suceso al que alude la escultura.

#### Sitio de Memoria Monumento Barón Hirsch
El 19 de julio de 1994, se produjo un atentado en la sede de la Asociación Mutual Israelita Argentina (AMIA), ubicada en la ciudad de Buenos Aires. Cuatro días después del atentado, en la ciudad de Bahía Blanca, se llevó a cabo una concentración de una multitud de aproximadamente 4000 personas, con una pancarta que decía “Bahía Blanca por la vida contra el terror” en la plaza Rivadavia frente al monumento donado por la comunidad israelita en el centenario de la ciudad.
Esta concentración que se llevó a cabo en torno al monumento del Barón de Hirsch, el cual fue inaugurado el 11 de abril de 1928, produjo una resignificación de la presencia judía en Bahía Blanca.

#### Monumento a los caídos en Malvinas
En 2005 la municipalidad de Bahía Blanca emplazó el monumento a los caídos por el conflicto del Atlántico Sur, a pedido de los veteranos de guerra. El lugar acordado para el emplazamiento pasó a formar parte del recorrido lineal del paseo público, que incluye el paseo de la Mujer, la Plaza de los Lápices y el Bosque de la Paz. El monumento a los caídos en Malvinas ha sido erigido mirando hacia el sur de Argentina donde se ubican las Islas Malvinas.
El monumento es un cenotafio revestido en su totalidad en mármol travertino y está compuesto por dos bateas laterales y una cascada central. Cada batea contiene ocho chorros de aguas espumantes, cada uno en correspondencia con un artefacto de iluminación.
El monumento posee a su alrededor reseñas identificatorias de cada soldado bahiense caído en Malvinas. En esas gigantografías se ubican los retratos de cada uno de los caídos que, casi como figuras humanas sin cuerpo pero con cabeza, acompañan a los transeúntes en el camino zigzagueante del paseo público. Los paneles, que de noche funcionan como un cartel luminoso con fondo negro, están compuestos por las fotos en color elegidas únicamente por las familias.

## Símbolos

### Escudo y Bandera
El escudo de la ciudad fue creado por Ordenanza Municipal el 18 de mayo de 1943. El autor del escudo fue Enrique Cabré Moré, entonces del Director Honorario del Museo y Archivo Histórico Municipal. El mismo está compuesto por un ancla romana que simboliza la tradición portuaria de la ciudad; una cruz cristiana, integrada al ancla, que representa la condición católica de la localidad; la entrada de mar blanca recuerda la toponimia de las primeras cartas marinas que derivarían en el nombre de la ciudad; el origen militar de la ciudad está representado por un fuerte sobre el que flamea una bandera argentina, recordando los inicios de la ciudad de Bahía Blanca; el color “amarillo oro” simboliza el amor a la patria, el “celeste claro” la paz y el bienestar del pueblo, el “verde” o “sinople” la fe y esperanza en el futuro, el “azul” el deber de los ciudadanos de velar por la seguridad de los hogares, el color “blanco” o “plata” simboliza la solidaridad, el “rojo” la defensa ante la justicia, y el “negro”, el estímulo al desarrollo de las artes y las ciencias.
La bandera de la localidad fue creada por Pablo Martínez Haller que al momento de su realización tenía solo 10 años de edad, en diciembre de 2012.

### Himno
El Himno a Bahía Blanca, fue escrito y musicalizado por Carlos Alberto Leumann y Pascual De Rogatis, artistas que curiosamente no eran oriundos de la ciudad. La obra fue estrenada en el Teatro Municipal por la orquesta dirigida por el maestro Luis Bilotti y la participación del coro de la Escuela Normal Mixta, en la gala de conmemoración al centenario de la fundación de la ciudad el 11 de abril de 1928.

## Economía

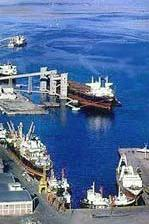
Puerto de Bahía Blanca.

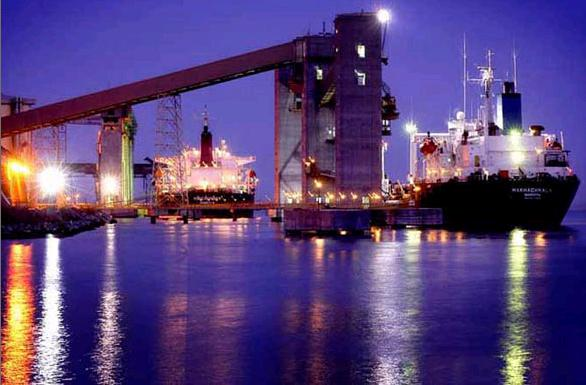
Puerto de Bahía Blanca.

Bahía Blanca es un importante centro comercial, manejando las exportaciones de granos y lana del sur de la provincia de Buenos Aires y petróleo desde la provincia del Neuquén. Su puerto marítimo es uno de los más importantes del país, siendo el único que tiene una profundidad natural de más de 10 m.
A lo largo de la bahía, los puertos son: Puerto Galván para petróleo y químicos y Puerto Ingeniero White especializado en granos. Bahía Blanca cuenta con el más importante polo petroquímico del país ubicado entre ambos puertos. Puerto Belgrano, 29 km al sudoeste, es la base naval más importante de Argentina. Además, la ciudad es el tercer nudo ferroviario más importante de la Argentina (después de Buenos Aires y Rosario), accediendo a ella numerosos ramales que la conectan con gran parte de la región pampeana y el norte de la Patagonia. El desarrollo del ferrocarril fue de gran importancia en el devenir histórico de la ciudad.
Bahía Blanca es el mayor centro petroquímico del país, con una participación del 87% en la producción provincial y que concentra también el 64% de la producción nacional. El Polo Petroquímico origina probablemente la mayor contaminación ambiental - especialmente atmosférica - de todo el país pero sin embargo hasta la fecha no se han realizado estudios epidemiológicos o vigilancia o monitoreo ambiental responsables para valorar y evaluar el impacto negativo sobre la salud de sus trabajadores y de los vecinos residentes próximos.

### Puerto de Ingeniero White

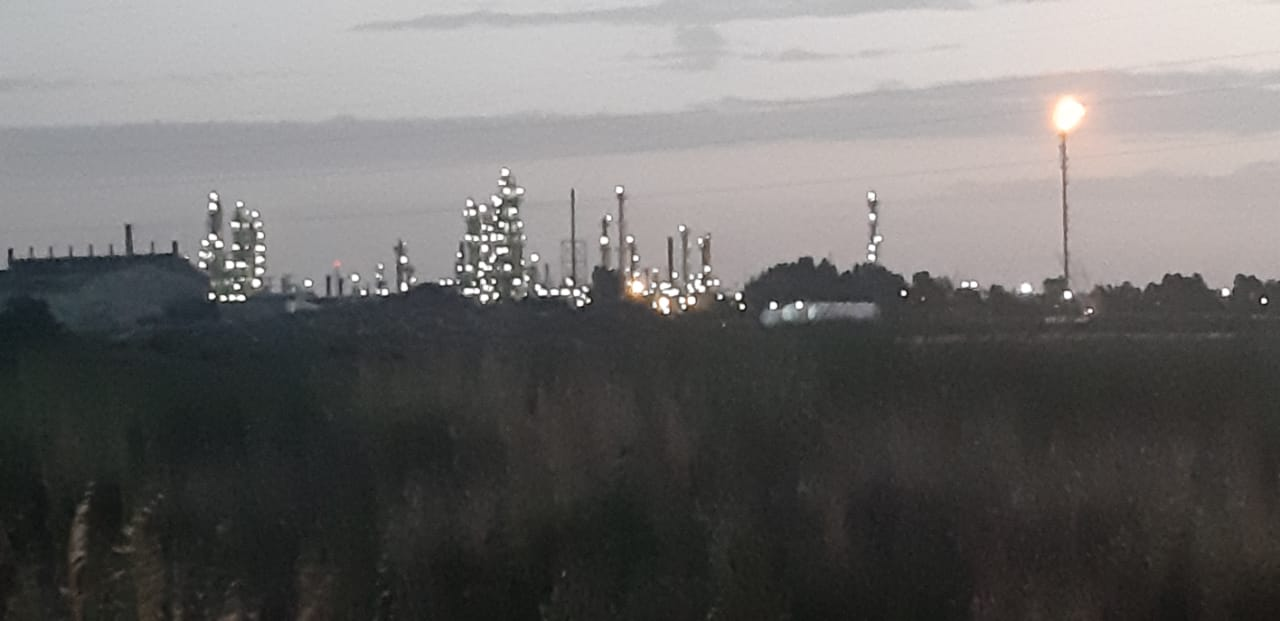
Polo petroquímico.

A 7 kilómetros del centro comercial se encuentra el Puerto de Ingeniero White y la localidad del mismo nombre.
El complejo portuario abarca 25 kilómetros sobre la costa norte de la ría de Bahía Blanca. Cuenta con un moderno balizamiento con 62 boyas luminosas alimentadas por energía solar. En el interior de la ría está el Puerto de Ingeniero White con un calado de 45 pies. El Muelle Multipropósito de 270 metros de eslora recientemente inaugurado, los muelles de Puerto Galván y la Posta de Inflamables completan las instalaciones.
El sistema portuario ofrece una salida directa al Océano Atlántico desde el único puerto de aguas profundas del país, con muelles que permiten operar todo tipo de buques y mercaderías, y el primer puerto autónomo de Argentina. Además, cuenta con un sistema de control de tráfico radarizado, único en América Latina.
El Puerto de Ingeniero White ha sido históricamente un puerto de cereales por su proximidad a las principales zonas agroexportadoras del país. Hoy además abarca la operación de la industria química y petroquímica, y exporta principalmente materias primas. Allí se generan 1.100.000 toneladas anuales de urea granulada y 750.000 toneladas anuales de amoníaco, además de comercializar otros nutrientes. Una Reserva Natural de uso múltiple que comprende varias islas e islotes adyacentes, ubicada al N NO del canal principal, permite la investigación para el uso racional de los recursos naturales con el objeto de conservar el ecosistema.

## Salud
El equipamiento sanitario de Bahía Blanca se compone tanto de establecimientos públicos como privados de mediana y alta complejidad que atienden la población de la comuna y también del área de influencia. Los establecimientos públicos son el Hospital Municipal Dr. Leónidas Lucero y el Hospital Interzonal «Dr. José Penna». Los privados son el Hospital Italiano Regional del Sur, el Hospital Regional Español, la Clínica «Dr. Matera» (OSECAC), el Hospital de la Asociación Médica «Dr. Felipe Glasman» y el Hospital Privado del Sur. La capacidad de los hospitales es de 569 camas, contando con la atención de más 1720 profesionales aproximadamente.
Se dispone además de consultorios externos donde se atienden diferentes especialidades, incluyendo también el diagnóstico por imágenes y bioquímicos.
La atención primaria de la salud, así como la preventiva están también a cargo de las 45 Unidades Sanitarias Municipales, distribuidas en los diferentes barrios de la ciudad. En las mismas se encuentran profesionales de distintas disciplinas como médicos de familia, clínicos, ginecólogos, obstetras, pediatras, psicólogos, enfermeros, psicopedagogía. En el último tiempo, se creó un sistema donde desde las unidades sanitarias se derivan a centros de salud de mediana complejidad que cuentan con más especialistas, guardias médicas, estudios por imagen de baja complejidad, electrocardiografia, entre otros.
El hospital Penna es uno de los hospitales públicos de la Provincia de Buenos Aires que garantiza el cumplimiento de la nueva ley de fertilización asistida que establece cobertura gratuita en la provincia de Buenos Aires para mujeres entre 30 y 40 años con problemas de infertilidad.

## Deportes
Bahía Blanca es una ciudad con una importante actividad deportiva. La Dirección de Deportes dependiente de la Secretaría Promoción Social de la Municipalidad de Bahía Blanca busca a través de sus programas cumplir una función deportivo-social brindando la posibilidad de realizar actividades deportivas, recreativas y de esparcimiento a todos los sectores de la comunidad. Además, es la capital nacional del básquetbol de acuerdo a la Ley 27.380.

### Fútbol

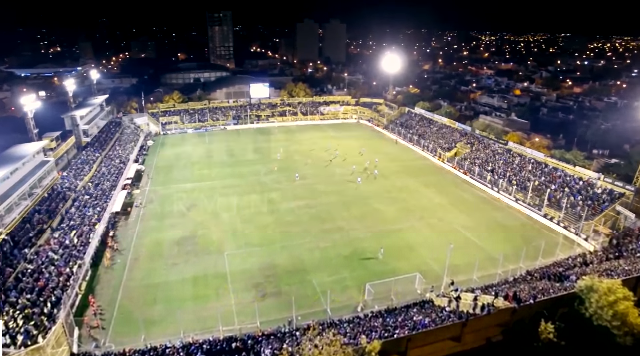
Estadio de Olimpo, el club de fútbol más destacado de Bahía, habiendo competido 14 temporadas en Primera División.

El fútbol profesional se forma con la participación de clubes en la Liga del Sur, con sede en Bahía Blanca, junto a otros equipos de la región y, además, algunos de los equipos participan en competiciones nacionales. Estos son:
- Olimpo - Tercera División
- Villa Mitre - Tercera División
- Sansinena - Tercera División
- Liniers - Cuarta División
- Tiro Federal - Liga del Sur
- Club Bella Vista - Cuarta División
- San Francisco - Liga del Sur
- La Armonía - Liga del Sur
- Pacífico - Liga del Sur
- Libertad - Liga del Sur

En lo que respecta al fútbol amateur el club Universitario organiza desde la década de 1970 una liga interna de fútbol 9 que cuenta con la participación de 80 equipos distribuidos en 6 categorías (A, B, C, D, E y Veteranos). Desde 2019 cuenta también con una liga femenina, con un total de 28 equipos.

### Básquet

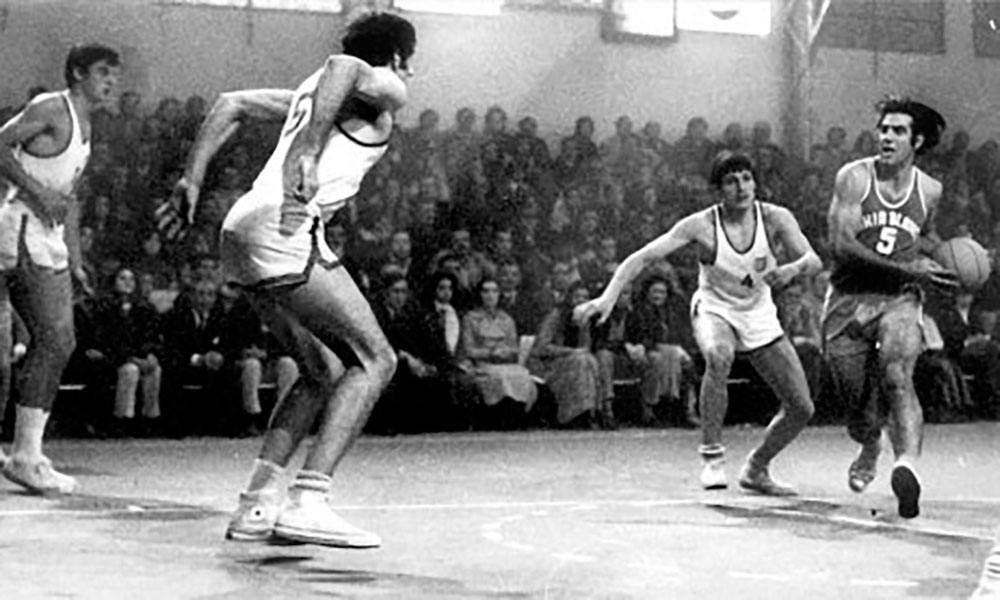
Encuentro amistoso entre la selección de la ciudad de Bahía Blanca y Yugoslavia.

A lo largo de su historia, Bahía Blanca ha sido referida como «La capital del básquetbol argentino» y esto se debe a que es la ciudad que más basquetbolistas de alta competencia ha dado al país, destacándose muchos de ellos a nivel nacional como así también en equipos de la Federación Europea de Baloncesto (FIBA Europa) e incluso en equipos de la NBA. Además, las primeras personas en jugar al básquet en Argentina fueron integrantes de la tripulación de varios barcos estadounidenses llegados a esta ciudad en 1910.
El hecho más destacable de la historia del básquet local es la victoria del seleccionado bahiense sobre Yugoslavia, que venía de ser campeona invicta en el Mundial 1970, el 3 de julio de 1971 al inaugurarse el estadio Norberto Tomás de Olimpo. El jugador más destacado ese día fue Alberto Pedro Cabrera, jugador de Estudiantes.
Los clubes más importantes son Estudiantes, quien ocupó por muchos años una plaza en la primera división nacional, la Liga Nacional de Básquet; Bahía Basket, equipo sucesor del anterior, subcampeón de la Liga de las Américas (máximo torneo continental); Olimpo que fue dos veces campeón del Campeonato Argentino de Clubes (torneo anterior a la actual Liga Nacional); Pacífico y Bahiense del Norte, club donde se iniciaron los célebres basquetbolistas Emanuel Ginóbili y Alejandro Montecchia. Existen también otros clubes, entre los que se destacan 9 de Julio, Leandro N. Alem, Argentino, Barracas Central, Estrella, Independiente, La Falda, Liniers, Napostá, El Nacional, Pacífico, Puerto Comercial, Pueyrredón, San Lorenzo del Sud, Sportivo Bahiense, Velocidad y Resistencia, Villa Mitre (actualmente juega en la y Whitense. Estos 21 clubes están afiliados en la Asociación Bahiense de Básquetbol, fundada en 1929. Esta asociación organiza torneos de primera y segunda división del básquet local y torneos de las divisiones inferiores (sub-21, juveniles, cadetes, infantiles, pre-infantiles y mini-básquet).
El partido de básquet más largo de la historia tuvo lugar en la ciudad de Bahía Blanca y duró 46 horas. Comenzó el viernes 14 de septiembre de 2012 a las 19:00 y culminó el domingo 16 a las 17:00 en el Estadio del Club Pacífico y resultó el equipo "blanco" sobre el "azul", por 3.193 a 3.114. El encuentro tenía por objeto recaudar fondos para DUBa (Discapacitados Unidos Bahienses) y se desarrolló en el marco de la Fiesta Nacional del Básquetbol con la participación de más de 100 equipos. El árbitro Marcelo Zabala permaneció en el estadio durante las 39 horas que duró el cortejo, razón por la cual su nombre también pasó al libro Guinness de los récords.

### Balonmano

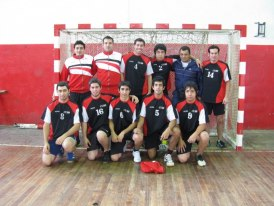
Universitario, club con más campeonatos logrados.

Con la denominación de «Asociación Bahiense de Handball» se constituyó el 19 de septiembre de 1980 una entidad de carácter civil con el objeto social de fomentar la práctica del Balonmano de salón y asociar en su seno a las entidades que la practiquen, a efectos de coordinar la acción de todas ellas en pro de la difusión y práctica organizada. Su primer presidente fue Knud Knudsen. Ya en 1983 la asociación contaba con 6 clubes afiliados: Universitario, Estudiantes, Villa Mitre, San Lorenzo del Sud, Instituto Avanza y La Armonía.
En 1986, por una resolución de la Confederación Argentina de Balonmano, se cambia de denominación social a «Asociación Bahiense de Handball». En 2001, Federico González, del Club Universitario se convierte en el primer bahiense en disputar el Mundial Juniors de Suiza con la camiseta de la selección argentina.
En 2006 la Asociación es sede organizadora del Torneo Nacional de Adultos B, en el cual participan más 25 equipos representando a diversos puntos a lo largo del país. En 2007, la Asociación vuelve a organizar el Torneo Nacional de Adultos B, en el cual el club local Centro Andaluz obtiene el segundo puesto y gana una plaza en el Torneo Nacional de Adultos A.
En 2009, se incorpora a la Asociación el club San Francisco y el club Sarmiento, de Pigüé. En 2011 se suma el Colegio Don Bosco. Finalmente, en 2012 se incorpora la Universidad Nacional del Sur.
Desde 2008 Club Universitario participa de la Liga Nacional de Balonmano.

### Sóftbol
La ciudad de Bahía Blanca es una de las tres plazas más importantes de sóftbol en Argentina, junto a Paraná y Buenos Aires. Los equipos de Primera División que integran la Asociación Bahiense de Sóftbol (ABS) son El Nacional, Liniers, Indios, Universitario, MBB y Diamantes. Además otros clubes participan en categorías inferiores. Según los resultados en el Torneo Anual de Clubes se puede afirmar que la localidad presenta tres equipos entre los ocho mejores de la Argentina: El Nacional, Liniers e Indios.
La disciplina nuclea alrededor de 200 jugadores que avivan las jornadas desarrolladas en las canchas con las que cuenta la ciudad. La ABS cuenta con dos estadios en el parque de Mayo, mientras que el club El Nacional tiene su estadio oficial en las instalaciones de calle 14 de Julio.
La ciudad cuenta con varios jugadores locales que integran e integraron la Selección Argentina.
Se destaca también que en el periodo 1995-2009, el cuerpo técnico de la Selección Argentina fue encabezado por el bahiense Edgardo Solís. Bajo su dirección técnica, la Selección Argentina obtuvo su mejor resultado hasta ese entonces al obtener la medalla de Bronce en los Juegos Panamericanos de 2003. En 2019, al consagrarse la Argentina por primera vez campeona mundial, integraron el equipo los bahienses Juan Cruz Zara y Federico Olheiser.

### Rugby
La sede de la Unión de Rugby del Sur (URS) se encuentra en esta ciudad. Los clubes más importantes son: Argentino, Universitario, El Nacional, Sociedad Sportiva y Palihue Rugby - Hockey Club.
El máximo exponente del rugby bahiense es Bernardo Stortoni, jugador de Sociedad Sportiva, quien llegó al nivel más alto del rugby mundial y vistió en varias oportunidades la camiseta de la selección nacional. También se destaca Santiago Álvarez Fourcade, capitán de la Selección Argentina de Rugby Seven, surgido de Sportiva.

### Otros deportes
En Bahía se puede practicar y aprender ajedrez en dos clubes: el Club Amigos del Ajedrez y el Círculo de Ajedrez. El polo se practica en diferentes sitios de la zona, siendo las canchas más conocidas las que se encuentran en la Sociedad Rural de Bahía Blanca y el Club Argentino. El golf puede ser practicado en el Club de Golf Palihue, que cuenta con 3 pistas de 9 hoyos, más una de 9 hoyos de pitch and putt, siendo el campo de golf más importante de la región.
Respecto a la natación, la ciudad cuenta con una oferta importante de piscinas en diferentes clubes tanto cubiertas como al aire libre, algunas de las cuales miden 25 metros de longitud, medida de piscina semiolímpica. En lo que se refiere al vóley existen torneos locales de este deporte, uno femenino y otro masculino. El tenis local presenta importantes exponentes a nivel mundial, siendo Guido Pella el más destacado, campeón de la Copa Davis 2016. En pádel también la ciudad cuenta con importantes deportistas a nivel mundial, destacándose Juan Mieres Petruf y Miguel Lamperti.

## Medios de comunicación
Bahía Blanca presenta numerosos medios periodísticos locales, entre ellos destaca el diario La Nueva (antiguamente llamado "La Nueva Provincia"), el de mayor tirada de la región. En los últimos años han surgido numerosos periódicos digitales locales, entre ellos La Brújula 24, bhi.com.ar, apepebahia, y relevantes medios de comunicación digital como wipsdigital. En lo que respecta a televisión abierta local, hay tres canales en vigencia que retransmiten de medios periodísticos de Buenos Aires y presentan a su vez producciones locales: Canal 9 (conocido como elnueve TV) que retransmite contenidos de Telefe; Canal 7 que retransmite El Trece y Canal 11 que retransmite a la Televisión Pública. Cabe destacar que la señal de Televisión Digital Abierta (TDA) está disponible en la localidad, con una oferta mayor a 20 canales, incluyendo los previos. Además, aquellos que cuentan con servicio de televisión por cable presentan canales excusivos según el operador, Cablevisión cuenta con su señal local llamada Somos Bahía y Bahía Visión Color cuenta con el Canal 4. En cuanto a señales de radio, en la localidad están presentes más de 30 emisoras por FM y unas 10 por AM, históricamente se ha destacado la radio LU2.

### Comunicación y contenidos públicos
El municipio, a través de diferentes medios (medios de comunicación locales, redes sociales, carteles y señalización callejera, plataformas digitales, entre otros) se encarga de la comunicación pública de forma eficaz y transparente para que prevalezca la concientización y difusión de noticias transparentes sin dejar de lado los aportes de la ciudadanía que permiten establecer una comunicación bidireccional a partir del uso de nuevas tecnologías. El objetivo de esto, es fortalecer la idea de municipio al servicio de la gente.

### La Brújula 24
La Brújula 24 es un periódico digital de la ciudad de Bahía Blanca que, a su vez, cuenta con una emisora de radio en la FM 93.1 que posee su sede en Uruguay 696 de dicha ciudad. Sus editores responsables son Germán Sasso y Martín Noir, sus colaboradores Juan Tucat, Leandro Grecco, Emanuel Olaya, Emanuel Niel y Franco Bahl.
Este diario posee una sección fuertemente criticada llamada “La Brújula investiga” donde se reciben denuncias anónimas por parte de los ciudadanos de la ciudad respecto a temas como el narcotráfico y/o delitos complejos. El objetivo de esto es utilizar el periodismo como un medio para el próspero desarrollo de la comunidad, de forma transparente donde todas las voces se tengan en cuenta.
A 10 años del comienzo de su transmisión, LB24 armó, en 2022, una cadena de repetidoras esparcidas por Sierra de la Ventana, Punta Alta, Tornquist, Coronel Dorrego, Pehuen-Có y Monte Hermoso. Actualmente, la Radio alterna sus Ciclos Locales con la Retransmisión de Mucha Radio 94.7FM.

### FM De la Calle
Esta emisora nace en la ciudad de Bahía Blanca en el año 1989, para luego ser consolidada como cooperativa desde 2006. Está conformada por comunicadores, militantes de organizaciones sociales y de diversos sectores políticos y culturales con el objetivo de fomentar un espacio que abarque temáticas silenciadas por los demás medios de comunicación con más poder en la ciudad. En la frecuencia FM 87.9, sus fundadores la crearon bajo el lema “hartos de tanto monopolio” permitiéndole darle voz a sectores y actores invisibilizados. Luego de casi tres décadas al aire, en abril de 2018, el Estado Nacional les otorgó la licencia definitiva de la frecuencia LRM 920.
Con más de 100 asociados, la emisora fue ganando territorio en el mundo de los medios, y actualmente cuenta con un portal propio de noticias (delacalle.org) así como con un espacio en el Centro Cultural La Panadería donde se encargan de realizar seminarios, debates, capacitaciones, espectáculos y talleres destinados a la comunidad bahiense.
FM De la Calle, realiza desde sus principios, la cobertura periodística por los crímenes de lesa humanidad cometidos durante la última dictadura argentina en Bahía Blanca y la región. Se encontraron presentes durante los juicios y recabaron relatos de víctimas y victimarios que les permitió tener un registro completo y dar cuenta de las complicidades civiles y los sectores de poder que, en la actualidad, siguen presidiendo espacios de poder.

## Demografía

### Población

Plano del área metropolitana de Bahía Blanca.

El último censo nacional reportó 334,505 habitantes (Indec, 2022). En tanto, el número de viviendas fue de 148,924. Su actual magnitud poblacional la ubica como el decimoséptimo centro más poblado de Argentina y el cuarto de la provincia de Buenos Aires, detrás del Gran Buenos Aires, el Gran La Plata y Mar del Plata.
La población bahiense es un ejemplo típico de la composición demográfica de la región pampeana del país: luego del periodo colonial y la segunda mitad de siglo XIX, Bahía Blanca experimentó un crecimiento demográfico debido al establecimiento masivo de inmigrantes europeos de la época en la región, por este motivo actualmente la inmensa mayoría de la población de la ciudad está compuesta por argentinos descendientes de europeos, entre los que predominan los italianos, irlandeses, británicos, españoles, alemanes y eslavos, entre otros.
|                                 | 1869 | 1895     | 1914     | 1947    | 1960    | 1970    | 1980    | 1991    | 2001    | 2010    | 2022    |
| ------------------------------- | ---- | -------- | -------- | ------- | ------- | ------- | ------- | ------- | ------- | ------- | ------- |
| Población                       | 1468 | 14.238   | 70.269   | 122.059 | 153.631 | 191.624 | 234.047 | 260.096 | 274.509 | 291.327 | 334.505 |
| Tasa de crecimiento intercensal | -    | +869,89% | +393,53% | +73,70% | +25,86% | +24,73% | +22,13% | +11,12% | +5,54%  | +6,12%  | +14,82% |

### Gran Bahía Blanca
Por Gran Bahía Blanca se entiende a la extensión de la ciudad de Bahía Blanca por localidades vecinas. El INDEC utilizó esta denominación en algunos informes, aunque actualmente lo denomina simplemente Bahía Blanca. El aglomerado urbano de Bahía Blanca está compuesto también por los barrios de Villa Harding Green y Villa Stella Maris; más las localidades de Ingeniero White, Grünbein, Villa Espora y Villa Bordeau.
El aglomerado tuvo en el censo de 1991, 260 096 pobladores; mientras que para el censo 2001 se registraron 274 509 habitantes. Esta magnitud representa un leve incremento del 5,54 % que se corresponde a la emigración de los habitantes de Bahía Blanca.

## Religión

Catedral «Nuestra Señora de la Merced».

Aunque no existen estadísticas oficiales, se supone que la gran mayoría de los habitantes de la ciudad son católicos practicantes aunque hay iglesias protestantes y una sinagoga. También hay musulmanes en la ciudad, pero no hay mezquitas.
La ciudad es la sede de la arquidiócesis de Bahía Blanca. Su fachada es una catedral neoclásica, la Catedral de Nuestra Señora de la Merced. El arzobispo desde el 29 de julio de 2017 es Fray. Carlos Alfonso Azzpiroz Costa. El Arzobispo preside la sección local de la organización de socorro y asistencia social Caritas, que se mantiene mediante la ayuda de los católicos y los no católicos, así como las organizaciones no gubernamentales. Además la ciudad cuenta con dos obispos eméritos, monseñor Guillermo Garlatti y monseñor Néstor Navarro.

### Parroquias de la Iglesia católica en Bahía Blanca
| Arquidiócesis de Bahía Blanca | Arquidiócesis de Bahía Blanca |
| ----------------------------- | --- |
| Parroquias                    | Inmaculado Corazón de María, Catedral de Nuestra Señora de la Merced, Nuestra Señora de Lourdes, Nuestra Señora de Luján, Nuestra Señora del Carmen, Nuestra Señora del Rosario de Pompeya, San Antonio de Padua, San Francisco de Asís, San José, San Juan Bosco, San Luis Gonzaga, San Roque, Santa Teresita del Niño Jesús. |
| Iglesias y Capillas           | Santa Rita, San Agustín, Sagrada Familia de Nazareth, Santos Pedro y Pablo, Madre de la Divina Providencia, San Cayetano, Señora de la Divina Misericordia, María Auxiliadora, entre otras. |

## Despliegue de las Fuerzas Armadas
| Unidades de la Guar Ej Bahía Blanca                                            | Abreviatura        |
| ------------------------------------------------------------------------------ | ------------------ |
| Comando de la 3.ª División de Ejército «Teniente General Julio Argentino Roca» | Cdo D Ej 3         |
| Batallón de Comunicaciones 181 «Sargento Mayor Santiago Buratovich»            | B Com 181          |
| Sección de Aviación de Ejército 181                                            | Sec Av Ej 181      |
| Batallón de Inteligencia 181 «Capitán Juan Ferreyra»                           | B Icia 181         |
| Central de Reunión de Información 181                                          | CRI 181            |
| Hospital Militar Bahía Blanca «Cirujano de Ejército Dr. Marcelino Vargas»      | H Mil Bahía Blanca |

## Ciudades hermanadas
- Ashdod, Israel[80]
- Cienfuegos, Cuba
- Fermo, Italia
- Isla de Quios, Grecia
- Jacksonville, Estados Unidos
- Reus, España
- San Isidro, Perú
- Piura, Perú[81]
- Talcahuano, Chile

### Ciudades amigas
- Christchurch, Nueva Zelanda
- Saint Nazaire, Francia
- Santos, Brasil